# Criminal Minds/Episodenliste

Logo zur Serie

Diese Episodenliste enthält alle Episoden der US-amerikanischen Krimiserie Criminal Minds, sortiert nach der US-amerikanischen Erstausstrahlung. Zwischen 2005 und 2020 sowie seit 2022 entstanden in 18 Staffeln insgesamt 354 Episoden mit einer Länge von jeweils etwa 42 Minuten.

## Übersicht
| Staffel | Episodenanzahl | Erstausstrahlung USA | Erstausstrahlung USA | Deutschsprachige Erstausstrahlung | Deutschsprachige Erstausstrahlung |
| Staffel | Episodenanzahl | Staffelpremiere      | Staffelfinale        | Staffelpremiere                   | Staffelfinale                     |
| ------- | -------------- | -------------------- | -------------------- | --------------------------------- | --------------------------------- |
| 1       | 22             | 22. September 2005   | 10. Mai 2006         | 10. August 2006                   | 15. Januar 2007                   |
| 2       | 23             | 20. September 2006   | 16. Mai 2007         | 2. April 2007                     | 3. September 2007                 |
| 3       | 20             | 26. September 2007   | 21. Mai 2008         | 21. August 2008                   | 11. Januar 2009                   |
| 4       | 26             | 24. September 2008   | 20. Mai 2009         | 26. August 2009                   | 3. Februar 2010                   |
| 5       | 23             | 23. September 2009   | 26. Mai 2010         | 4. April 2010                     | 1. August 2010                    |
| 6       | 24             | 22. September 2010   | 18. Mai 2011         | 7. September 2011                 | 15. Februar 2012                  |
| 7       | 24             | 21. September 2011   | 16. Mai 2012         | 25. August 2012                   | 23. November 2012                 |
| 8       | 24             | 26. September 2012   | 22. Mai 2013         | 5. Januar 2013                    | 16. Oktober 2013                  |
| 9       | 24             | 25. September 2013   | 14. Mai 2014         | 11. Januar 2014                   | 1. November 2014                  |
| 10      | 23             | 1. Oktober 2014      | 6. Mai 2015          | 31. Januar 2015                   | 17. Oktober 2015                  |
| 11      | 22             | 30. September 2015   | 4. Mai 2016          | 28. Dezember 2015                 | 25. Oktober 2016                  |
| 12      | 22             | 28. September 2016   | 10. Mai 2017         | 10. Januar 2017                   | 3. Oktober 2017                   |
| 13      | 22             | 27. September 2017   | 18. April 2018       | 10. Januar 2018                   | 5. September 2018                 |
| 14      | 15             | 3. Oktober 2018      | 6. Februar 2019      | 1. Dezember 2018                  | 2. April 2019                     |
| 15      | 10             | 8. Januar 2020       | 19. Februar 2020     | 22. März 2020                     | 18. August 2020                   |
| 16      | 10             | 24. November 2022    | 9. Februar 2023      | 28. Juni 2023                     | 28. Juni 2023                     |
| 17      | 10             | 6. Juni 2024         | 1. August 2024       | 6. November 2024                  | 1. Januar 2025                    |
| 18      | 10             | 8. Mai 2025          | 10. Juli 2025        |                                   |                                   |

## Staffel 1
Die Erstausstrahlung der ersten Staffel war vom 22. September 2005 bis zum 10. Mai 2006 auf dem US-amerikanischen Sender CBS zu sehen. Die deutschsprachige Erstausstrahlung sendete der österreichische Free-TV-Sender ATV vom 10. August 2006 bis zum 15. Januar 2007.
| Nr. (ges.) | Nr. (St.) | Deutscher Titel      | Originaltitel            | Erstausstrahlung USA | Deutschsprachige Erstausstrahlung (A) | Regie                | Drehbuch                       |
| --- | --------- | -------------------- | ------------------------ | -------------------- | ------------------------------------- | -------------------- | ------------------------------ |
| 1 | 1         | Der Abgrund          | Extreme Aggressor        | 22. Sep. 2005        | 10. Aug. 2006                         | Richard Shepard      | Jeff Davis                     |
| Als ein grausamer Serienmörder sein Unwesen treibt und der BAU mehrere Rätsel aufgibt, wird Special Agent Jason Gideon zurück in den Dienst beordert und soll eine Spezialeinheit bei der Aufklärung des Falls unterstützen. |           |                      |                          |                      |                                       |                      |                                |
| 2 | 2         | Feuerprobe           | Compulsion               | 28. Sep. 2005        | 17. Aug. 2006                         | Charles Haid         | Jeff Davis                     |
| Als es am Bradshaw College in Tempe (Arizona), zu sieben Bränden in sechs Monaten kommt und es einen Toten gibt, wird die BAU eingeschaltet. Doch weder Gideon noch die anderen können ein Muster im Verhalten des Feuerteufels entdecken. Das ändert sich, als dieser Kontakt zu ihnen aufnimmt. |           |                      |                          |                      |                                       |                      |                                |
| 3 | 3         | Rot oder Blau        | Won’t Get Fooled Again   | 5. Okt. 2005         | 24. Aug. 2006                         | Kevin Bray           | Aaron Zelman                   |
| In Palm Beach, Florida, detonieren drei Sprengsätze. Als Morgan die Bomben näher untersucht, fällt ihm auf, dass diese die Handschrift eines Bombenlegers tragen, den Gideon vor längerer Zeit verhaftet hat. Nun muss das Team ihn um Hilfe bitten, was Gideon besonders emotional belastet: Bei dessen damaliger Festnahme starben – durch eine Fehleinschätzung, die Gideon traf – sechs FBI-Agenten. |           |                      |                          |                      |                                       |                      |                                |
| 4 | 4         | Kein Gold der Welt   | Plain Sight              | 12. Okt. 2005        | 28. Aug. 2006                         | Matt Earl Beesley    | Edward Allen Bernero           |
| In San Diego (Kalifornien) fällt eine junge Frau einem Vergewaltiger und Serienmörder zum Opfer. Was den „Tommy Killer“ für die Profiler besonders interessant macht: Er hält seinen Opfern während der Vergewaltigungen nicht nur mit Klebeband die Augen offen, sondern hinterlässt an den Tatorten auch Zeilen einer klassischen Ballade. |           |                      |                          |                      |                                       |                      |                                |
| 5 | 5         | Spiegelzwillinge     | Broken Mirror            | 19. Okt. 2005        | 4. Sep. 2006                          | Guy Norman Bee       | Judith McCreary                |
| Die Tochter eines Staatsanwalts wird entführt und ihr Freund dabei ermordet. Als der Entführer sich meldet, will er nicht mit der BAU oder dem besorgten Vater sprechen, sondern mit ihrer Zwillingsschwester. |           |                      |                          |                      |                                       |                      |                                |
| 6 | 6         | Fernschüsse          | L.D.S.K.                 | 2. Nov. 2005         | 11. Sep. 2006                         | Ernest Dickerson     | Andrew Wilder                  |
| In Des Plaines (Illinois) geht ein Scharfschütze um, der seinen Opfern zwar eine Kugel in den Bauch schießt, sie dabei jedoch nicht tötet. Für das BAU-Team ein harter Fall, immerhin wurde noch nie ein Langdistanzserienkiller durch ein Profil gefasst. Dennoch haben sie ziemlich schnell einen Verdächtigen. Doch direkt nach seiner Festnahme wird er durch einen Kopfschuss getötet. |           |                      |                          |                      |                                       |                      |                                |
| 7 | 7         | Hölle privat         | The Fox                  | 9. Nov. 2005         | 18. Sep. 2006                         | Guy Norman Bee       | Simon Mirren                   |
| Als die vierköpfige Familie Crawford ermordet wird, sieht es erst nach erweitertem Suizid des Vaters aus. Doch als eine weitere Familie auf dieselbe Art abgeschlachtet wird, glaubt die BAU an einen äußerst gerissenen Serienkiller. Gideons Verdacht fällt auf den Familientherapeuten Arnold, doch ihm fehlen die Beweise. |           |                      |                          |                      |                                       |                      |                                |
| 8 | 8         | Undercover           | Natural Born Killer      | 16. Nov. 2005        | 25. Sep. 2006                         | Peter Ellis          | Debra J. Fisher & Erica Messer |
| In Baltimore (Maryland) werden zwei grausam entstellte Leichen gefunden und der Verdacht fällt zunächst auf einen Undercover-Agenten des FBI. |           |                      |                          |                      |                                       |                      |                                |
| 9 | 9         | Entgleist            | Derailed                 | 23. Nov. 2005        | 2. Okt. 2006                          | Felix Alcala         | Jeff Davis                     |
| Irgendwo in West-Texas nimmt ein psychisch gestörter Physiker mehrere Fahrgäste eines Zugwaggons als Geiseln. Für die BAU hat dieser Fall noch eine zusätzliche, persönliche Note: Elle ist eine der Geiseln. |           |                      |                          |                      |                                       |                      |                                |
| 10 | 10        | Heile Welt           | The Popular Kids         | 30. Nov. 2005        | 9. Okt. 2006                          | Andy Wolk            | Edward Allen Bernero           |
| Beim Trainieren in den Massanutten Mountains (Virginia) wird ein Footballspieler ermordet und seine Freundin entführt. Am Tatort deutet alles auf einen satanistischen Kult hin. Als Gideon einem Hinweis nachgeht, wird ihm klar, wer tatsächlich für die Tat verantwortlich ist. |           |                      |                          |                      |                                       |                      |                                |
| 11 | 11        | Engelsstimme         | Blood Hungry             | 14. Dez. 2005        | 16. Okt. 2006                         | Charles Haid         | Ed Napier                      |
| Seit 64 Jahren gab es in Harringtonville (Tennessee), keinen Mordfall mehr, jetzt gleich zwei in 48 Stunden. Da der Täter sein zweites Opfer ausgeweidet hat, scheint er neben seiner psychischen Störung auch kannibalische Vorlieben zu besitzen. Bei diesem Fall kann die BAU jedoch nicht auf die Mitarbeit von Gideon bauen: Dieser geht dank eines Unfalls auf Krücken und muss gemeinsam mit Garcia vom Schreibtisch aus ermitteln. |           |                      |                          |                      |                                       |                      |                                |
| 12 | 12        | 24 Stunden           | What Fresh Hell?         | 11. Jan. 2006        | 23. Okt. 2006                         | Adam Davidson        | Judith McCreary                |
| Als auf einem Spielplatz in Wilmington (Delaware), ein elfjähriges Mädchen entführt wird, arbeitet die BAU unter enormen Zeitdruck. Sie wissen genau, dass man bei einer Kindesentführung statistisch gesehen 24 Stunden Zeit hat, bis das Opfer ermordet wird. |           |                      |                          |                      |                                       |                      |                                |
| 13 | 13        | Gift                 | Poison                   | 18. Jan. 2006        | 30. Okt. 2006                         | Thomas J. Wright     | Aaron Zelman                   |
| Da ein Mann in Beachwood (New Jersey), seinen Sohn im LSD-Rausch angreift und dabei beinahe tötet, wird die BAU eingeschaltet. Als Gideon erfährt, dass in den letzten 24 Stunden sechs weitere Leute auf LSD im Krankenhaus eingeliefert wurden, geht er von einem Giftanschlag aus. |           |                      |                          |                      |                                       |                      |                                |
| 14 | 14        | Das geschenkte Leben | Riding the Lightning     | 25. Jan. 2006        | 6. Nov. 2006                          | Chris Long           | Simon Mirren                   |
| In einem Hochsicherheitsgefängnis in Florida sitzt das wegen Mordes an zwölf Mädchen und ihrem eigenen Sohn angeklagte Ehepaar Jacob und Sarah Jean Dawes, das in Kürze hingerichtet werden soll. Gideon und Hotch sollen die beiden befragen, da noch nicht alle Opfer, die ermordet wurden, identifiziert sind. Nach einem Gespräch mit Sarah, die nur den Mord an ihrem Sohn gesteht, ist Gideon allerdings davon überzeugt, dass sie an keinem der Morde beteiligt war, sondern nur ein weiteres Opfer ihres Mannes ist. Die einzige Möglichkeit das zu beweisen, ist jedoch, den totgeglaubten Sohn zu finden. Zudem behauptet Jacob, es gebe noch viel mehr Opfer.                                                            |           |                      |                          |                      |                                       |                      |                                |
| 15 | 15        | Offene Rechnungen    | Unfinished Business      | 1. März 2006         | 13. Nov. 2006                         | J. Miller Tobin      | Debra J. Fisher & Erica Messer |
| Gideons früherer Kollege Max Ryan hält in Washington, D.C. einen Vortrag über den „Keystone Killer“, der in den 1980er Jahren sieben Frauen getötet hat. Irgendwann hörte er damit aber plötzlich auf. Nach seinem Vortrag findet Ryan einen Umschlag mit einem Rätsel, wie der Mörder es früher schon immer der Polizei gab, und dem Führerschein von Carla Bromwell. Als deren Leiche kurz darauf gefunden wird, ist Ryan der Überzeugung, dass der „Keystone Killer“ zurückgekehrt ist. Allerdings scheint dieser seine Vorgehensweise stark verändert zu haben. |           |                      |                          |                      |                                       |                      |                                |
| 16 | 16        | Der Stamm            | The Tribe                | 8. März 2006         | 20. Nov. 2006                         | Matt Earl Beesley    | Andrew Wilder                  |
| In Terra Mesa (New Mexico) werden mehrere Studenten grausam ermordet. Die Vorgehensweise erinnert an eine alte überlieferte indianische Kriegspraxis. Die Indianer geraten somit schnell in Verdacht, da der Staat auf ihrem Land baut. Als sich die Zahl der Verdächtigen häuft, wird es für die örtliche Polizei immer schwerer, den Überblick zu behalten und sie schalten die BAU ein. Diese sind sich sicher, dass ein zweites Blutbad bevorsteht. |           |                      |                          |                      |                                       |                      |                                |
| 17 | 17        | Ein großer Regen     | A Real Rain              | 15. März 2006        | 27. Nov. 2006                         | Gloria Muzio         | Chris Mundy                    |
| Das Team der BAU hat es mit einer Mordserie in Manhattan zu tun. Da alle Opfer angeklagt und freigesprochen wurden, scheint das Motiv Selbstjustiz zu sein. Dann wird im Central Park auf einen Polizisten geschossen. |           |                      |                          |                      |                                       |                      |                                |
| 18 | 18        | Rote Anemonen        | Somebody’s Watching      | 29. März 2006        | 4. Dez. 2006                          | Paul Shapiro         | Ed Napier                      |
| Ein Stalker scheint in Kalifornien eine junge Schauspielerin zu bedrohen, indem er Menschen in ihrem Umfeld ermordet. |           |                      |                          |                      |                                       |                      |                                |
| 19 | 19        | Der Tag der Toten    | Machismo                 | 12. Apr. 2006        | 11. Dez. 2006                         | Guy Norman Bee       | Aaron Zelman                   |
| Eigentlich möchte die mexikanische Polizei vom FBI nur bestätigt haben, dass der Mord an einer älteren Dame in Allende Del Sol nicht das Werk eines Serienkillers war. Doch Hotch und sein Team sind anderer Meinung. |           |                      |                          |                      |                                       |                      |                                |
| 20 | 20        | Das Chamäleon        | Charm and Harm           | 19. Apr. 2006        | 18. Dez. 2006                         | Felix Alcala         | Debra J. Fisher & Erica Messer |
| Im Süden der USA hat es Gideons Team mit einem besonders kniffligen Fall zu tun: Der Täter passt sich äußerst raffiniert an jede Situation an und erinnert in seinem Verhalten an ein Chamäleon. Daher scheint ein Täterprofil unmöglich, bis sie dahinterkommen, was den Täter wirklich antreibt. |           |                      |                          |                      |                                       |                      |                                |
| 21 | 21        | Alte Freunde         | Secrets and Lies         | 3. Mai 2006          | 8. Jan. 2007                          | Matt Earl Beesley    | Simon Mirren                   |
| Gideon, der heimlich Profile für den amerikanischen Geheimdienst erstellt, wird gebeten, ins Hauptquartier der CIA zu kommen und dort nach einem Maulwurf in den eigenen Reihen zu suchen. Schnell finden sich ein paar Verdächtige, doch die Zeit wird knapp, da nur der Täter Informationen darüber hat, wo sich eine von Killern gejagte Frau mit ihren Kindern versteckt. |           |                      |                          |                      |                                       |                      |                                |
| 22 | 22        | Die Suche – Teil 1   | The Fisher King (Part 1) | 10. Mai 2006         | 15. Jan. 2007                         | Edward Allen Bernero | Edward Allen Bernero           |
| Die Mitglieder des BAU-Teams möchten Urlaub machen. Elle und Morgan fliegen nach Jamaika, Gideon fährt mit seiner Freundin in eine Blockhütte im Wald, Hotch verbringt die Zeit mit seiner Familie, Reid besucht seine an Schizophrenie erkrankte Mutter und Garcia vergnügt sich mit einem Online-Fantasy-Game. Doch der Urlaub fällt aus, da Elle wegen Mordes verhaftet wird und Gideon den Kopf einer Leiche zugeschickt bekommt. Als auch der Rest des Teams rätselhafte Post erhält, wird klar, dass das alles das Werk eines Psychopathen ist, der ein Spiel mit ihnen spielen will. Er hat eine Frau entführt und erwartet, dass die Profiler sie anhand der Hinweise, die er ihnen gegeben hat, rechtzeitig finden können. |           |                      |                          |                      |                                       |                      |                                |

## Staffel 2
Die Erstausstrahlung der zweiten Staffel war vom 20. September 2006 bis zum 16. Mai 2007 auf dem US-amerikanischen Sender CBS zu sehen. Die deutschsprachige Erstausstrahlung sendete der deutsche Pay-TV-Sender Premiere vom 2. April bis zum 3. September 2007.
| Nr. (ges.) | Nr. (St.) | Deutscher Titel       | Originaltitel                         | Erstausstrahlung USA | Deutschsprachige Erstausstrahlung (D) | Regie                 | Drehbuch                       |
| --- | --------- | --------------------- | ------------------------------------- | -------------------- | ------------------------------------- | --------------------- | ------------------------------ |
| 23 | 1         | Die Suche – Teil 2    | The Fisher King (Part 2)              | 20. Sep. 2006        | 2. Apr. 2007                          | Gloria Muzio          | Edward Allen Bernero           |
| Während die Ärzte im Krankenhaus um Elles Leben kämpfen, kommen die Profiler durch ein Video zu den Eltern des Opfers. Von ihnen erhalten sie einen Hinweis, der sie zu dem Täter führt und müssen feststellen, dass dieser im gleichen Sanatorium wie Reids Mutter lebt. |           |                       |                                       |                      |                                       |                       |                                |
| 24 | 2         | Menschenkind          | P911                                  | 27. Sep. 2006        | 9. Apr. 2007                          | Adam Davidson         | Simon Mirren                   |
| Das BAU-Team wird von einer Spezialeinheit für vermisste Kinder um Hilfe gebeten. Ein vor über einem Jahr entführtes Kind wird im Internet zur Versteigerung angeboten. Bei der Suche nach dem Kind stößt die BAU auf einen pädophilen Schuldirektor, der sich jedoch nicht als der Täter erweist. Durch diesen Fehler wird der wahre Täter gewarnt. |           |                       |                                       |                      |                                       |                       |                                |
| 25 | 3         | Der Ring              | The Perfect Storm                     | 4. Okt. 2006         | 16. Apr. 2007                         | Felix Alcala          | Debra J. Fisher & Erica Messer |
| Die Polizei aus Jacksonville bittet das BAU-Team um Hilfe, nachdem zum sechsten Mal ein Mädchen entführt, vergewaltigt und ermordet wurde. Die Zurschaustellung der Leichen lässt das BAU-Team auf ein Team mit einer dominanten und einer unterwürfigen Person schließen. |           |                       |                                       |                      |                                       |                       |                                |
| 26 | 4         | Psychodrama           | Psychodrama                           | 11. Okt. 2006        | 23. Apr. 2007                         | Guy Norman Bee        | Aaron Zelman                   |
| Ein Bankräuber in Los Angeles zwingt seine Geiseln, sich nackt auszuziehen und miteinander zu schlafen. Was wie ein Trick wirkt, erweist sich schließlich als Werk eines Perversen, der dadurch eine Art Rausch erlebt, den er mit immer mehr Gewalt in seinen Taten versucht, zu erreichen. |           |                       |                                       |                      |                                       |                       |                                |
| 27 | 5         | Der Lockvogel         | The Aftermath                         | 18. Okt. 2006        | 30. Apr. 2007                         | Tim Matheson          | Chris Mundy                    |
| Da in Ohio immer mehr Frauen vergewaltigt werden, fliegt das Team dorthin. Es liegt zwar ein Fingerabdruck vor, allerdings ist dieser nirgendwo erfasst. Als das Team auf eine Einrichtung für künstliche Befruchtung als Gemeinsamkeit aller Opfer stößt, schleust sich Elle dort als Lockvogel ein. |           |                       |                                       |                      |                                       |                       |                                |
| 28 | 6         | Das Haus auf dem Berg | The Boogeyman                         | 25. Okt. 2006        | 7. Mai 2007                           | Steve Boyum           | Andi Bushell                   |
| Drei Kinder werden tot im Wald gefunden, doch vor ihrem Tod wurden sie nicht missbraucht. Während Hotch sich auf die Suche nach Elle macht, die untergetaucht ist, nachdem sie den Vergewaltiger Lee erschossen hat, fliegt Gideon mit dem Rest des Teams nach Ozona. Schnell hören sie von dem Verdacht, dass ein alter Mann, der einsam in einem abgelegenen Spukhaus wohnt, die Verbrechen begangen haben soll. Doch der Alte kann es nicht gewesen sein, denn auch er ist tot. |           |                       |                                       |                      |                                       |                       |                                |
| 29 | 7         | Zwei von drei         | North Mammon                          | 1. Nov. 2006         | 14. Mai 2007                          | Matt Earl Beesley     | Andrew Wilder                  |
| In North Mammon verschwinden drei Mädchen. Brooke, Polly und Kelly müssen im Versteck des Kidnappers ohne Essen und Wasser auskommen. Brooke ist zudem noch krank und hat hohes Fieber. Der Täter will sie erst freilassen, wenn zwei der Mädchen das dritte töten – die Wahl überlässt er ihnen. Die drei sind beste Freundinnen und lehnen das Angebot empört ab. Alle Spuren zum Täter verlaufen im Sande oder wurden absichtlich gelegt, um die Bürger der Kleinstadt zu belasten. |           |                       |                                       |                      |                                       |                       |                                |
| 30 | 8         | Der leere Planet      | Empty Planet                          | 8. Nov. 2006         | 21. Mai 2007                          | Elodie Keene          | Ed Napier                      |
| In Seattle detoniert in einem Bus eine Bombe. Obwohl die Zündung aus kürzester Entfernung erfolgt sein muss, findet sich kein direkter Hinweis auf den Täter. Das BAU-Team findet jedoch heraus, dass es sich um einen Technikhasser handeln muss, der seine Botschaft über die Medien verbreiten will. Offenbar orientiert er sich dabei an dem Science-Fiction-Roman Der leere Planet, in dem ein ähnlicher Attentäter Jagd auf Technologie macht, die Menschen den Job wegnimmt. |           |                       |                                       |                      |                                       |                       |                                |
| 31 | 9         | Rivalen               | The Last Word                         | 15. Nov. 2006        | 28. Mai 2007                          | Gloria Muzio          | Debra J. Fisher & Erica Messer |
| In St. Louis treiben gleich zwei Serienkiller ihr Unwesen. Der „Mill Creek Killer“ macht sich raffiniert an Frauen aus der Mittelschicht heran, um sie wenig später im Wald zu töten. Der „Hollow Man“ hingegen erschießt Prostituierte. Schnell findet Reid heraus, dass die Mörder miteinander wetteifern: Über die Anzeigen einer Tageszeitung kommunizieren sie miteinander. Die Ermittler versuchen, dies zu nutzen, um die beiden Psychopathen gegeneinander auszuspielen. |           |                       |                                       |                      |                                       |                       |                                |
| 32 | 10        | Halbmondnacht         | Lessons Learned                       | 22. Nov. 2006        | 4. Juni 2007                          | Guy Norman Bee        | Jim Clemente                   |
| Bei einer Razzia fällt Drogenfahndern eine Apparatur in die Hände, die dazu dient, biologische oder chemische Waffen zu verteilen. Die Ermittler stellen fest, dass es sich bei der gestürmten Wohnung um eine Schläfer-Unterkunft handelt. Ein Handy führt Gideons Team auf die Spur eines ehemaligen Guantanamo-Häftlings, doch der weigert sich zu reden. Alles, was Gideon in Verhören herausfindet ist, dass ein Milzbrand-Anschlag unmittelbar bevorsteht. |           |                       |                                       |                      |                                       |                       |                                |
| 33 | 11        | Bilder im Kopf        | Sex, Birth, Death                     | 29. Nov. 2006        | 11. Juni 2007                         | Gwyneth Horder-Payton | Chris Mundy                    |
| Reid wird auf dem Weg zur Arbeit von einem Schüler angesprochen, der verdächtige Einzelheiten über den Mord an einer Prostituierten kennt. Aber so schnell wie er gekommen ist, ist er auch schon wieder verschwunden. Reid forscht nach, und tatsächlich gibt es in Washington einen Serienkiller, der Prostituierte umbringt. Schnell findet das BAU-Team den Schüler, doch die Spur des wahren Mörders führt die Ermittler direkt ins Kapitol. |           |                       |                                       |                      |                                       |                       |                                |
| 34 | 12        | Die verlorenen Kinder | Profiler, Profiled                    | 13. Dez. 2006        | 18. Juni 2007                         | Glenn Kershaw         | Edward Allen Bernero           |
| Als Morgan zum Geburtstag seiner Mutter in seine Heimatstadt Chicago reist, besucht er auch sein altes Jugendzentrum. Dann jedoch wird Morgan verhaftet: Ein Junge, mit dem Morgan gesprochen hat, wurde getötet, und zwei ähnliche Morde waren geschehen, als Morgan noch in der Stadt gelebt hat. Das BAU-Team beginnt zu ermitteln. Doch die Gewissheit, dass ihr Freund und Kollege unschuldig ist, wird getrübt, als sich herausstellt, dass Morgan tatsächlich ein Geheimnis hat. |           |                       |                                       |                      |                                       |                       |                                |
| 35 | 13        | Golconda              | No Way Out                            | 14. Jan. 2007        | 25. Juni 2007                         | John Gallagher        | Simon Mirren                   |
| Das Team wird wegen einer 30 Jahre alten Mordserie in die kleine Stadt Golconda gerufen, weil erneut eine Frau verschwunden ist. Der Entführer legt dem Team eine Spur zu sich, jedoch möchte er nur unter einer Bedingung das Versteck seiner Opfer verraten: Er möchte die Frau, die seine Folter vor 30 Jahren als einzige überlebt hat. |           |                       |                                       |                      |                                       |                       |                                |
| 36 | 14        | Das Zeichen           | The Big Game                          | 4. Feb. 2007         | 2. Juli 2007                          | Gloria Muzio          | Edward Allen Bernero           |
| Ein Unternehmerpaar wird ermordet. Während der eine Täter die Tat ausgeübt hat, hat der andere den Notruf gewählt. Die zunächst einzige Spur scheint ein einige Monate vorausgegangener Einbruch ins Tathaus gewesen zu sein. |           |                       |                                       |                      |                                       |                       |                                |
| 37 | 15        | Gottesurteil          | Revelations                           | 7. Feb. 2007         | 9. Juli 2007                          | Guy Norman Bee        | Chris Mundy                    |
| In der vorherigen Folge wurde Reid bei der Suche nach dem Täter von JJ getrennt und niedergeschlagen. Vom Täter gefangengenommen findet er dessen Motiv für seine Taten heraus: Der Psychopath hat drei Persönlichkeiten, seine eigene, die des Erzengels Raphael, welcher die Morde begangen hat, und die seines Vaters, der ihn als Kind gequält hat. Letztere stellen die dominierenden Persönlichkeiten dar. Während der Sohn versucht Reid zu helfen, indem er ihm schmerzlindernde Drogen verabreicht und Raphael bei Reid nach einem Laster sucht, um einen Grund zu haben ihn zu töten, liefern sich die restlichen Mitglieder der BAU einen Wettlauf mit der Zeit. |           |                       |                                       |                      |                                       |                       |                                |
| 38 | 16        | Der letzte Song       | Fear and Loathing                     | 14. Feb. 2007        | 16. Juli 2007                         | Rob Spera             | Aaron Zelman                   |
| In der Nähe von New York wird eine Gruppe toter schwarzer Mädchen gefunden. Die Morde scheinen einen rassistischen Hintergrund zu haben, da den Opfern ein Hakenkreuz aufgemalt wurde. Das Täterprofil jedoch geht von einem Afroamerikaner aus. Nach einiger Zeit findet das BAU-Team heraus, dass alle Opfer Sängerinnen waren. |           |                       |                                       |                      |                                       |                       |                                |
| 39 | 17        | Mogadischu            | Distress                              | 21. Feb. 2007        | 23. Juli 2007                         | John F. Showalter     | Oanh Ly                        |
| In einem Viertel von Houston, in dem viel gebaut wird, werden drei Männer ermordet. Das Team kommt auf die Spur des traumatisierten Soldaten Roy, der denkt, er befände sich noch im Krieg. |           |                       |                                       |                      |                                       |                       |                                |
| 40 | 18        | Jones                 | Jones                                 | 28. Feb. 2007        | 30. Juli 2007                         | Steve Shill           | Andi Bushell                   |
| In New Orleans wurde mehreren Männern die Kehle durchgeschnitten. Jedoch sind sämtliche Unterlagen durch den Hurrikan Katrina vernichtet worden. Der damalige Detective, der während des Hurrikans ums Leben kam, konnte vor seinem Tod noch den Namen „Jones“ an eine Wand schreiben. Die Ermittlungen führen zu einem Täter, der wie Jack the Ripper agiert. |           |                       |                                       |                      |                                       |                       |                                |
| 41 | 19        | Asche und Staub       | Ashes and Dust                        | 21. März 2007        | 6. Aug. 2007                          | John Gallagher        | Andrew Wilder                  |
| Bei Bränden in San Francisco sind mehrere junge Familien in ihrem Haus auf grausame Weise ums Leben gekommen. Der Brandstifter ist jedoch kein Gewöhnlicher. Ihm geht es nicht um die Brände, sondern darum, dass seine Opfer leiden. |           |                       |                                       |                      |                                       |                       |                                |
| 42 | 20        | Das Gesetz der Diebe  | Honor Among Thieves                   | 11. Apr. 2007        | 13. Aug. 2007                         | Jesus Trevino         | Aaron Zelman                   |
| Das BAU-Team wird von Agent Prentiss’ Mutter um Hilfe gebeten, da ein russischer Einwanderer entführt wurde. Der Tochter des Entführten wurde eine Lösegeldforderung zugeschickt, in der sich ein Finger des Opfers befand. |           |                       |                                       |                      |                                       |                       |                                |
| 43 | 21        | Freiwild              | Open Season                           | 2. Mai 2007          | 20. Aug. 2007                         | Felix Alcala          | Debra J. Fisher & Erica Messer |
| Wenige Zeit vor der Jagdsaison kommt es in einem großen Waldgebiet kurz nacheinander zu zwei Morden, die nur ein gemeinsames Merkmal aufweisen: Beide Opfer wurden mit zwei Pfeilschüssen durch eine Armbrust getötet. Kurz nachdem die BAU am Tatort angelangt ist, wird bereits eine weitere Person vermisst. Die BAU findet heraus, dass die Täter, zwei Brüder, es anscheinend genießen eine Art Fangspiel mit ihren Opfern zu spielen. Sie verfolgen und hetzen sie eine Weile wie Wild, um sie schließlich zu töten. Den blutigen Spuren durch den Wald folgend stoßen die Mitglieder der BAU noch auf weitere Leichen, während die verschwundene Frau im Wald buchstäblich um ihr Überleben kämpft. |           |                       |                                       |                      |                                       |                       |                                |
| 44 | 22        | Dreiundsechzig        | Legacy                                | 9. Mai 2007          | 27. Aug. 2007                         | Glenn Kershaw         | Edward Allen Bernero           |
| JJ bekommt ungewöhnlichen Besuch von einem Detective, der behauptet, dass innerhalb des letzten Jahres in seinem Zuständigkeitsbereich mindestens 63 Personen verschwunden seien. Sein Vorgesetzter will allerdings nicht ermitteln, da keine der verschwundenen Personen als vermisst gemeldet wurde, was daran liegt, dass es sich bei den Opfern ausschließlich um Drogenabhängige, Prostituierte, Obdachlose und andere Menschen am Rande der Gesellschaft handelt. Da es über diese Personen keine Aufzeichnungen gibt und sie von niemandem vermisst werden, ist außer dem Detective bisher niemand auf die Idee gekommen, dass es sich hier um ein Verbrechen handeln könnte. Da die BAU ebenfalls der Meinung ist, dass eine so hohe Zahl an verschwundenen Personen kein Zufall sein kann, nimmt sie die Ermittlungen auf und schon bald wird klar, dass die BAU einem grausamen Massenmörder auf der Spur ist. |           |                       |                                       |                      |                                       |                       |                                |
| 45 | 23        | Die Liste             | No Way Out II: The Evilution of Frank | 16. Mai 2007         | 3. Sep. 2007                          | Edward Allen Bernero  | Simon Mirren                   |
| Der Frauenmörder Frank, den Agent Gideon in der Folge Golconda bereits überführte, allerdings aufgrund einer Geiselnahme mit Jane, seiner angeblichen „wahren Liebe“, entkommen lassen musste, meldet sich zurück: Da der Massenmörder seine Mordgelüste auf Dauer nicht unterdrücken kann und Jane dabei beinahe ihr Leben lässt, beschließt sie Frank zu verlassen. Gideon erhält daraufhin einen Anruf von Frank, der ihm mitteilt, dass er soeben in Gideons Appartement dessen Verabredung töte. Frank droht jeden einzelnen Menschen, den Gideon bei seinen Fällen gerettet hat, zu ermorden, wenn dieser ihm nicht seine Jane zurückbringt. Das BAU-Team muss also nicht nur Jane finden, sondern auch verhindern, dass es weitere unschuldige Opfer gibt. |           |                       |                                       |                      |                                       |                       |                                |

## Staffel 3
Die Erstausstrahlung der dritten Staffel war vom 26. September 2007 bis zum 21. Mai 2008 auf dem US-amerikanischen Sender CBS zu sehen. Die deutschsprachige Erstausstrahlung der ersten 18 Folgen sendete der österreichische Free-TV-Sender ATV vom 21. August bis zum 18. Dezember 2008. Die letzten zwei Folgen sendete der deutsche Free-TV-Sender Sat.1 am 4. und 11. Januar 2009.
| Nr. (ges.) | Nr. (St.) | Deutscher Titel              | Originaltitel        | Erstausstrahlung USA | Deutschsprachige Erstausstrahlung (A/D) | Regie                 | Drehbuch                       |
| --- | --------- | ---------------------------- | -------------------- | -------------------- | --------------------------------------- | --------------------- | ------------------------------ |
| 46 | 1         | Zweifel                      | Doubt                | 26. Sep. 2007        | 21. Aug. 2008                           | Gloria Muzio          | Chris Mundy                    |
| Das Team nimmt einen Mörder ins Visier, der es auf College-Studentinnen abgesehen hat. Als jedoch eine Leiche gefunden wird, während der Verdächtige in Haft sitzt, müssen die Agenten den Fall noch einmal überdenken.                                                          |           |                              |                      |                      |                                         |                       |                                |
| 47 | 2         | Der letzte Fall              | In Name and Blood    | 3. Okt. 2007         | 28. Aug. 2008                           | Edward Allen Bernero  | Chris Mundy                    |
| Ein Serienmörder entführt Frauen an öffentlichen Plätzen, indem er seinen kleinen Sohn als Köder benutzt. Unterdessen quittiert Prentiss ihren Dienst, Hotch will sich versetzen lassen und Gideon ist verschwunden.                                                             |           |                              |                      |                      |                                         |                       |                                |
| 48 | 3         | Todesangst                   | Scared to Death      | 10. Okt. 2007        | 4. Sep. 2008                            | Felix Alcala          | Debra J. Fisher & Erica Messer |
| Mehrere Menschen, die vor kurzem nach Portland gezogen sind und noch kein soziales Netz aufbauen konnten, verschwinden plötzlich. Mit der Zeit kommt das Team dahinter, dass ein Psychiater Protokoll über die Stufen des Angstzustandes seiner Opfer führt, bevor er sie tötet. |           |                              |                      |                      |                                         |                       |                                |
| 49 | 4         | Kinder der Dunkelheit        | Children of the Dark | 17. Okt. 2007        | 11. Sep. 2008                           | Guy Norman Bee        | Dan Dworkin & Jay Beattie      |
| In Denver enden mehrere Einbrüche tödlich und gipfeln in der Ermordung ganzer Familien. Zwei junge Männer, die in einer gewalttätigen Pflegefamilie aufgewachsen sind, gehören zu den Verdächtigen.                                                                              |           |                              |                      |                      |                                         |                       |                                |
| 50 | 5         | Sieben Sekunden              | Seven Seconds        | 24. Okt. 2007        | 18. Sep. 2008                           | John Gallagher        | Andi Bushell                   |
| Eine Ermittlung wird zum Albtraum für die BAU, als ein sechsjähriges Mädchen in einem Einkaufszentrum entführt wird. Das Team befragt die Familienmitglieder des Opfers, und ein Wettlauf gegen die Zeit beginnt.                                                                |           |                              |                      |                      |                                         |                       |                                |
| 51 | 6         | Masken                       | About Face           | 31. Okt. 2007        | 25. Sep. 2008                           | Skipp Sudduth         | Charles Murray                 |
| Hotch und sein Team fahnden nach einem Mörder, der seine Opfer mit Handzetteln, auf denen die Worte „Haben Sie mich gesehen?“ stehen, in Angst und Schrecken versetzt. Dabei schließt sich Agent David Rossi, der vor zehn Jahren in den Ruhestand getreten war, der BAU an.     |           |                              |                      |                      |                                         |                       |                                |
| 52 | 7         | Das verlorene Ich            | Identity             | 7. Nov. 2007         | 2. Okt. 2008                            | Gwyneth Horder-Payton | Oanh Ly                        |
| Vier Frauen wurden entführt und ermordet, aber ihr Peiniger begeht Selbstmord. Das Team glaubt jedoch, dass der Mörder einen Partner hatte, der nun seine Arbeit fortführen könnte.                                                                                              |           |                              |                      |                      |                                         |                       |                                |
| 53 | 8         | Teuflisches Glück            | Lucky                | 14. Nov. 2007        | 9. Okt. 2008                            | Steve Boyum           | Andrew Wilder                  |
| Die Einheit verfolgt einen kannibalischen Serienmörder. Anlass für Morgan, seinen Glauben in Frage zu stellen. Garcia glaubt, dass sie den Mann ihrer Träume gefunden hat. |           |                              |                      |                      |                                         |                       |                                |
| 54 | 9         | Penelope                     | Penelope             | 21. Nov. 2007        | 16. Okt. 2008                           | Felix Alcala          | Chris Mundy                    |
| Während Garcia um ihr Leben kämpft, führt die Suche nach ihrem Angreifer das Team der BAU auf eine gefährliche Spur. Sie befürchten der Schütze könnte Garcia und ihre speziellen Aufgaben gekannt haben.                                                                        |           |                              |                      |                      |                                         |                       |                                |
| 55 | 10        | Die Wahrheit der Nacht       | True Night           | 28. Nov. 2007        | 23. Okt. 2008                           | Edward Allen Bernero  | Edward Allen Bernero           |
| Ein rätselhafter Mordfall in einer Gang führt die BAU nach Los Angeles. Möglicherweise ist ein berühmter Comic-Zeichner, der außer Kontrolle geraten ist, in den Fall verwickelt.                                                                                                |           |                              |                      |                      |                                         |                       |                                |
| 56 | 11        | Familientradition            | Birthright           | 12. Dez. 2007        | 30. Okt. 2008                           | John Gallagher        | Debra J. Fisher & Erica Messer |
| Das Team hegt den Verdacht, dass der Sohn eines Serienmörders hinter den Verstümmelungen und Morden an mehreren jungen Frauen stecken könnte. Ein einstiges Opfer des Vaters soll bei den Ermittlungen helfen.                                                                   |           |                              |                      |                      |                                         |                       |                                |
| 57 | 12        | Das dritte Leben             | 3rd Life             | 9. Jan. 2008         | 6. Nov. 2008                            | Anthony Hemingway     | Simon Mirren                   |
| Als ein junges Mädchen ermordet aufgefunden und ihre beste Freundin entführt wird, verdächtigt die BAU einen der Väter. Bis ein lang gehütetes Geheimnis gelüftet wird. |           |                              |                      |                      |                                         |                       |                                |
| 58 | 13        | Das letzte Kapitel           | Limelight            | 23. Jan. 2008        | 13. Nov. 2008                           | Glenn Kershaw         | Dan Dworkin & Jay Beattie      |
| Der mysteriöse Inhalt eines Lagerraumes führt das Team nach Philadelphia, wo eine ambitionierte Agentin, ein Fan von Rossi, den Fall übernehmen will. |           |                              |                      |                      |                                         |                       |                                |
| 59 | 14        | Jahrestag                    | Damaged              | 2. Apr. 2008         | 20. Nov. 2008                           | Edward Allen Bernero  | Edward Allen Bernero           |
| Während Hotch und Reid einen zum Tode Verurteilten befragen, rollt Rossi einen ungelösten Mordfall wieder auf, der ihn schon seit 20 Jahren plagt. |           |                              |                      |                      |                                         |                       |                                |
| 60 | 15        | Tödliche Gnade               | A Higher Power       | 9. Apr. 2008         | 27. Nov. 2008                           | Felix Alcala          | Michael Udesky                 |
| Eine Reihe von Selbstmorden, die erst keinen Bezug zueinander zu haben scheinen, ergeben plötzlich doch ein Muster. Es scheint, dass ein selbsternannter „Todesengel“ trauernde Eltern „erlösen“ will.                                                                           |           |                              |                      |                      |                                         |                       |                                |
| 61 | 16        | Das Gedächtnis des Elefanten | Elephant’s Memory    | 16. Apr. 2008        | 4. Dez. 2008                            | Bobby Roth            | Andrew Wilder                  |
| Reid identifiziert sich mit einem jungen Highschool-Schüler, der sein ganzes Leben lang schikaniert wurde und nun in Texas Amok läuft. |           |                              |                      |                      |                                         |                       |                                |
| 62 | 17        | Frei in Miami                | In Heat              | 30. Apr. 2008        | 11. Dez. 2008                           | John Gallagher        | Andi Bushell                   |
| Während Garcia ihre neue Beziehung sichtlich genießt, versucht JJ alles um ihre derzeitige Beziehung vor dem Team zu verheimlichen. Unterdessen fahndet die BAU nach einem Serienmörder im heißen Miami.                                                                         |           |                              |                      |                      |                                         |                       |                                |
| 63 | 18        | Stalker                      | The Crossing         | 7. Mai 2008          | 18. Dez. 2008                           | Guy Norman Bee        | Debra J. Fisher & Erica Messer |
| Hotch und Rossi versuchen herauszufinden, ob eine Frau, die ihren Ehemann umgebracht hat, von diesem misshandelt wurde. Der Rest des Teams fahndet nach einem Stalker, der die Staatsgrenze überquert hat, um seinem Opfer nahe zu sein.                                         |           |                              |                      |                      |                                         |                       |                                |
| 64 | 19        | Tabula Rasa                  | Tabula Rasa          | 14. Mai 2008         | 4. Jan. 2009                            | Steve Boyum           | Dan Dworkin & Jay Beattie      |
| Nachdem ein verdächtigter Serienmörder aus dem Koma erwacht, wird sein Fall neu aufgerollt. Dieser leidet zunächst jedoch an einer Amnesie und kann sich nicht mehr an seine Verbrechen erinnern.                                                                                |           |                              |                      |                      |                                         |                       |                                |
| 65 | 20        | Am helllichten Tag           | Lo-Fi                | 21. Mai 2008         | 11. Jan. 2009                           | Glenn Kershaw         | Chris Mundy                    |
| Das BAU-Team fährt nach New York City um einen Serienmörder zu fassen und erfährt, dass es offenbar mehr als einen gibt. JJ verkündet dem Team ihre Schwangerschaft. |           |                              |                      |                      |                                         |                       |                                |

## Staffel 4
Die Erstausstrahlung der vierten Staffel war vom 24. September 2008 bis zum 20. Mai 2009 auf dem US-amerikanischen Sender CBS zu sehen. Die deutschsprachige Erstausstrahlung sendete der Schweizer Free-TV-Sender 3+ vom 26. August 2009 bis zum 3. Februar 2010.
| Nr. (ges.) | Nr. (St.) | Deutscher Titel            | Originaltitel              | Erstausstrahlung USA | Deutschsprachige Erstausstrahlung (CH) | Regie                 | Drehbuch                       |
| --- | --------- | -------------------------- | -------------------------- | -------------------- | -------------------------------------- | --------------------- | ------------------------------ |
| 66 | 1         | Die zweite Attacke         | Mayhem                     | 24. Sep. 2008        | 26. Aug. 2009                          | Edward Allen Bernero  | Simon Mirren                   |
| Die BAU versucht mit allen Kräften zu verhindern, dass eine terroristische Organisation weiterhin New York City terrorisiert und zufällig ausgewählte Leute tötet. Sie finden schließlich heraus, dass das eigentliche Ziel der Terroristen das Krankenhaus ist, zu dem Hotch die schwerverletzte Agentin Kate Joyner gebracht hat. |           |                            |                            |                      |                                        |                       |                                |
| 67 | 2         | Meine Taube                | The Angel Maker            | 1. Okt. 2008         | 26. Aug. 2009                          | Glenn Kershaw         | Dan Dworkin & Jay Beattie      |
| Ein vor einem Jahr zum Tode verurteilter Serienmörder namens „Engelmacher“, der eigentlich längst tot sein müsste, scheint wieder sein Unwesen zu treiben. Die BAU findet eine Frau, die auf die gleiche Weise ermordet wurde wie seine früheren Opfer, es wird sogar seine DNA bei ihr gefunden. |           |                            |                            |                      |                                        |                       |                                |
| 68 | 3         | Die letzte Schlacht        | Minimal Loss               | 8. Okt. 2008         | 2. Sep. 2009                           | Felix Alcala          | Andrew Wilder                  |
| Die BAU schleust Prentiss und Reid verdeckt als Sozialarbeiter bei einer gefährlichen Sekte ein, deren Anführer des Kindesmissbrauchs verdächtigt wird. Kurz darauf kommt es auf dem Gelände zur Eskalation zwischen Sektenmitgliedern und der Staatsgewalt. Der fanatische Sektenanführer sieht diese bewaffnete Auseinandersetzung als Zeichen, dass die letzte Schlacht gekommen ist und plant das ganze Gebäude samt Insassen in die Luft zu sprengen. |           |                            |                            |                      |                                        |                       |                                |
| 69 | 4         | Abseits der Straße         | Paradise                   | 22. Okt. 2008        | 9. Sep. 2009                           | John Gallagher        | Debra J. Fisher & Erica Messer |
| Eine Reihe merkwürdiger Autounfälle auf abgelegenen Highways gerät ins Augenmerk der BAU. Die Agenten stellen sehr bald fest, dass sie einem Serienmörder auf der Spur sind, der die Opfer, immer ein Mann und eine Frau, bereits 48 Stunden vor dem „Unfall“ verschwinden lässt. Zudem wurden die Frauen in allen drei Fällen gefoltert und vergewaltigt. |           |                            |                            |                      |                                        |                       |                                |
| 70 | 5         | Wanderlust                 | Catching Out               | 29. Okt. 2008        | 16. Sep. 2009                          | Charles Haid          | Oanh Ly                        |
| Die BAU jagt einen vagabundierenden Serienmörder, der in die Häuser seiner Opfer einbricht, sie ermordet und es sich danach im Haus gemütlich macht. Der Kerl springt auf Züge auf und ist dadurch schwer zu fangen, doch etwas hält ihn scheinbar im selben Bundesstaat. |           |                            |                            |                      |                                        |                       |                                |
| 71 | 6         | Mutterinstinkt             | The Instincts              | 5. Nov. 2008         | 23. Sep. 2009                          | Rob Spera             | Chris Mundy                    |
| Während die BAU-Agenten nach einem Kindesentführer und -mörder suchen, wird Reid von merkwürdigen Träumen geplagt, die schon seit seiner Kindheit immer wiederkehren. Im Gespräch mit seiner Mutter versucht er herauszufinden, ob das Verbrechen von dem er träumt sich damals tatsächlich ereignet hat oder nur ein Hirngespinst ist. Das Team kann indessen die Eltern des zweiten entführten Jungen überreden auf das Begräbnis des ersten entführten Kindes zu gehen, da die BAU davon ausgeht, dass auch der Entführer dort auftauchen wird.                               |           |                            |                            |                      |                                        |                       |                                |
| 72 | 7         | Nebel der Erinnerung       | Memoriam                   | 12. Nov. 2008        | 30. Sep. 2009                          | Guy Norman Bee        | Dan Dworkin & Jay Beattie      |
| Reid lassen seine immer wiederkehrenden Träume keine Ruhe und er beginnt Nachforschungen anzustellen. Er findet heraus, dass als er vier Jahre alt war in der Nachbarschaft ein Junge namens Riley Jenkins missbraucht und ermordet wurde. Doch nicht nur seine Mutter scheint mehr über den Fall zu wissen als sie zugeben will, auch Reids Vater scheint irgendwie involviert gewesen zu sein. Während Reid seinen Vater nach all den Jahren wiedertrifft, bekommt JJ ihre Wehen.                                                                                              |           |                            |                            |                      |                                        |                       |                                |
| 73 | 8         | Der goldene Schnitt        | Masterpiece                | 19. Nov. 2008        | 7. Okt. 2009                           | Paul Michael Glaser   | Edward Allen Bernero           |
| Nach einem Seminar für FBI-Anwärter werden Rossi und Reid von einem Zuhörer angesprochen, der sich ihnen als Professor vorstellt und ihnen Bilder von entführten Frauen übergibt. Er behauptet, diese Frauen ermordet zu haben und dass es in zehn Stunden fünf weitere Opfer geben wird. Außerdem weist er immer wieder darauf hin, dass nur Reid dank seines herausragenden IQs dazu in der Lage wäre die fünf entführten Personen zu retten, was Rossi wiederum ziemlich verärgert.                                                                                           |           |                            |                            |                      |                                        |                       |                                |
| 74 | 9         | Liebling der Frauen        | 52 Pickup                  | 26. Nov. 2008        | 7. Okt. 2009                           | Bobby Roth            | Breen Frazier                  |
| Dank Jordan stößt die BAU auf einen recht merkwürdigen Fall, in dem ein Serienmörder Frauen zuerst für sich putzen lässt und sie dann tötet. Der Mörder scheint ein Frauenschwarm zu sein, der seine Opfer in Clubs abschleppt, jedoch erst seit er einen Dating-Kurs besucht hat. Jordan macht zu Beginn der Ermittlungen einen schweren Fehler, den sie im Folgenden wieder ausbügeln muss. |           |                            |                            |                      |                                        |                       |                                |
| 75 | 10        | Waffenbrüder               | Brothers in Arms           | 10. Dez. 2008        | 14. Okt. 2009                          | Glenn Kershaw         | Holly Harold                   |
| Die BAU wird nach Phoenix gerufen, wo mehrere Polizisten ermordet wurden. Der Lieutenant aus Phoenix ist überzeugt, dass hinter diesen Morden ein Bandenführer namens „Playboy“ steckt. Da das Team die Theorie der Bandenkriminalität schnell verwirft, wird die Zusammenarbeit mit der ortsansässigen Polizei erschwert. |           |                            |                            |                      |                                        |                       |                                |
| 76 | 11        | Straßenkrieger             | Normal                     | 17. Dez. 2008        | 21. Okt. 2009                          | Steve Boyum           | Andrew Wilder                  |
| Als auf dem Freeway in Kalifornien eine Frau aus einem fahrenden Auto heraus angeschossen wird, kommt die BAU zu Hilfe. Die Frau berichtet von einem völlig normal aussehenden Täter, den sie vorher jedoch provoziert hatte. Der Täter bringt weitere Menschen auf die gleiche Weise um, wobei er ständig seine Technik verbessert und zunehmend die Kontrolle verliert. Durch ein genaues Profil und die Hilfe des Chefs des Täters kann dieser schließlich gefasst werden. |           |                            |                            |                      |                                        |                       |                                |
| 77 | 12        | Gute Nachbarn              | Soul Mates                 | 14. Jan. 2009        | 28. Okt. 2009                          | John Gallagher        | Debra J. Fisher & Erica Messer |
| In Florida werden drei jugendliche Mädchen ermordet und ein weiteres wird vermisst. Daraufhin wird der Familienvater William Harris festgenommen, dem vor seinem Umzug nach Kalifornien schon einmal eine Vergewaltigung vorgeworfen wurde. Die BAU leitet die Befragung, doch Harris verweigert jegliche Aussage. Als das vermisste Mädchen tot aufgefunden wird, ist klar, dass es einen Komplizen geben muss. Harris schweigt weiter beharrlich, bis ihm ein Vorfall zur Aussage bringt.                                                                                      |           |                            |                            |                      |                                        |                       |                                |
| 78 | 13        | Bunte Scherben             | Bloodline                  | 21. Jan. 2009        | 4. Nov. 2009                           | Tim Matheson          | Mark Linehan Bruner            |
| In Birmingham (Alabama) wird ein Ehepaar ermordet und dessen neunjährige Tochter entführt. Die BAU vermutet, dass das Mädchen von einer rumänischen Familie, die den Roma angehört, als zukünftige Frau für deren Sohn entführt wurde. Die Täter folgen anscheinend einem abartigen Entführungsritual, das bereits über Generationen hinweg praktiziert wird. |           |                            |                            |                      |                                        |                       |                                |
| 79 | 14        | Das Medium                 | Cold Comfort               | 11. Feb. 2009        | 11. Nov. 2009                          | Anna J. Foerster      | Dan Dworkin & Jay Beattie      |
| Im Bundesstaat Washington werden junge Frauen entführt und später einbalsamiert aufgefunden. Der Täter hat zudem ihr Aussehen verändert. Die Mutter einer noch vermissten jungen Frau sucht den Kontakt zu einem Medium, welches ihr sagt, dass ihre Tochter noch am Leben sei. Der Glauben an die Fähigkeiten des Mediums spaltet das Team. Besonders Rossi besteht aufgrund schlechter Erfahrungen mit Medien darauf, auf die Wissenschaft und das Profiling zu vertrauen, womit der Fall schließlich gelöst werden kann.                                                      |           |                            |                            |                      |                                        |                       |                                |
| 80 | 15        | Ich bin viele              | Zoe’s Reprise              | 18. Feb. 2009        | 18. Nov. 2009                          | Charles S. Carroll    | Oanh Ly                        |
| Die Kriminologiestudentin Zoe spricht Rossi, während einer Lesung an und macht ihn auf die gestiegene Kriminalitätsrate in Cleveland aufmerksam. Aufgrund fehlender Gemeinsamkeiten lehnt Rossi eine Ermittlung jedoch zunächst ab. Als Zoe am nächsten Tag erwürgt aufgefunden wird, kommt Rossi ins Grübeln. Als die Fälle vom Team näher betrachtet werden, stellen sie fest, dass der Täter die Morde anderer Serienmörder nachahmt. Erst als der Täter eine eigene Handschrift zeigt, kommt das Team ihm auf die Spur.                                                      |           |                            |                            |                      |                                        |                       |                                |
| 81 | 16        | Das Geschäft der Lust      | Pleasure Is My Business    | 25. Feb. 2009        | 25. Nov. 2009                          | Gwyneth Horder-Payton | Breen Frazier                  |
| In Dallas werden einige hochrangige Manager ermordet. Die These, dass diese Männer mit Edel-Prostituierten verkehrt haben sollen, bringt besonders Hotch in politische Verflechtungen. Dieser lässt sich nicht beirren und kann so den Fall mit dem Team abschließen. |           |                            |                            |                      |                                        |                       |                                |
| 82 | 17        | Besessen                   | Demonology                 | 11. März 2009        | 2. Dez. 2009                           | Edward Allen Bernero  | Chris Mundy                    |
| Durch einen alten Freund erfährt Prentiss, dass ihr gemeinsamer Freund Matthew an einem Herzinfarkt gestorben sei. Dieser hatte kurz vor seinem Tod angedeutet, dass ihn jemand umbringen wolle. Obwohl Matthew lange drogensüchtig war, glaubt auch Prentiss nicht an einen Herzinfarkt und findet Verbindungen zu ähnlichen Todesfällen. Sie vermutet, dass diese Todesfälle mit Exorzismus in Verbindung stehen. Das Team hat Bedenken und fürchtet, dass Prentiss’ Objektivität durch ihre Trauer eingeschränkt ist. Letztlich können sie den Fall jedoch erfolgreich lösen. |           |                            |                            |                      |                                        |                       |                                |
| 83 | 18        | Allesfresser               | Omnivore                   | 18. März 2009        | 9. Dez. 2009                           | Nelson McCormick      | Andrew Wilder                  |
| Hotch wird ans Sterbebett eines Bostoner Detektivs gerufen. Von diesem erfährt er, dass der Serienmörder „Reaper“ nur durch einen gemeinsamen Deal mit dem Detektiv elf Jahre lang nicht mordete. Die Beichte des Detektivs bestätigt sich, als kurz darauf neue Morde mit der Handschrift des „Reapers“ geschehen. Durch einen Reporter macht das Team den einzigen Überlebenden des „Reapers“ George Foyet aus. Obwohl er große Angst vor dem „Reaper“ hat, lehnt er jeglichen Schutz durch das FBI ab. Es stellt sich heraus, dass er einen guten Grund hat, dies zu tun.     |           |                            |                            |                      |                                        |                       |                                |
| 84 | 19        | Unsere kleine Stadt        | House on Fire              | 25. März 2009        | 16. Dez. 2009                          | Felix Alcala          | Holly Harold                   |
| Das Team wird in die Kleinstadt Royal in Indiana gerufen, in der bei einem gelegten Brand in einem Kino 19 Menschen ums Leben gekommen sind. Es wird vermutet, dass der Feuerteufel sich an den Bürgern der Stadt rächen will. Durch Garcias Recherchen kann das dunkle Geheimnis der Kleinstadt aufgedeckt und der Brandstifter gefunden werden. |           |                            |                            |                      |                                        |                       |                                |
| 85 | 20        | Alter Ego                  | Conflicted                 | 8. Apr. 2009         | 23. Dez. 2009                          | Jason Alexander       | Rick Dunkle                    |
| Während des Spring Breaks auf South Padre Island werden junge, dominante Männer auf dem Hotelzimmer vergewaltigt, ermordet und in Fötalstellung zurückgelassen. Ein Freund eines Mordopfers sagt aus, dass dieser mit einer Frau verschwunden ist. Die BAU vermutet aufgrund dessen, dass ein Täterpaar aus einer unterwürfigen Frau und einem dominanten Mann die Morde begangen hat. Schnell werden zwei Verdächtige gefunden. Doch es kommt ganz anders. |           |                            |                            |                      |                                        |                       |                                |
| 86 | 21        | Freundschaftsdienst        | A Shade of Gray            | 22. Apr. 2009        | 30. Dez. 2009                          | Karen Gaviola         | Debra J. Fisher & Erica Messer |
| Nachdem in New Jersey zwei Jungen ermordet aufgefunden werden und der siebenjährige Kyle Murphy vermisst wird, wird die BAU eingeschaltet. Ein Verdächtiger wird festgenommen, der unter dem Versprechen von Hafterleichterung alle drei Morde gesteht. Doch als die Leiche von Kyle gefunden wird, kommen dem Team Zweifel an der Aussage des Täters. |           |                            |                            |                      |                                        |                       |                                |
| 87 | 22        | Blinde Augen               | The Big Wheel              | 29. Apr. 2009        | 6. Jan. 2010                           | Rob Hardy             | Simon Mirren                   |
| Nachdem in Buffalo eine Frau erstochen wurde und der Täter ein Video des Mordes mit einem Hilferuf der Polizei zugesendet hat, kommt das BAU-Team zu Hilfe. Durch das Video und Recherchen wird klar, dass der Täter offenbar an Zwangsstörungen leidet und er schon mehrere Frauen erstochen hat. Die Zeit läuft, denn der Täter hat schon ein erneutes Datum in den Kalender eingetragen. |           |                            |                            |                      |                                        |                       |                                |
| 88 | 23        | Rotes Coupé                | Roadkill                   | 6. Mai 2009          | 13. Jan. 2010                          | Steve Boyum           | Dan Dworkin & Jay Beattie      |
| In Oregon werden zwei Frauen absichtlich von einem Truck überfahren. Als noch ein weiterer Mann getötet wird, stellt Reid fest, dass alle Opfer ein rotes Coupé gefahren haben. Die BAU geht deshalb zunächst von Rache als Motiv für die Morde aus. |           |                            |                            |                      |                                        |                       |                                |
| 89 | 24        | Tod liegt in der Luft      | Amplification              | 13. Mai 2009         | 20. Jan. 2010                          | John Gallagher        | Oanh Ly                        |
| Die BAU und das Militär sind alarmiert, denn ein Angriff mit Milzbrand, einem biochemischen Kampfstoff aus tödlichen Krankheitserregern, auf einen Park hat mindestens 15 Opfer gefordert. Schnell ist ein Verdächtiger gefunden, doch dann infiziert sich Reid mit der Krankheit. |           |                            |                            |                      |                                        |                       |                                |
| 90 | 25        | Am Ende des Tages – Teil 1 | To Hell… and Back (Part 1) | 20. Mai 2009         | 27. Jan. 2010                          | Charles Haid          | Chris Mundy                    |
| Die BAU wird zur kanadischen Grenze gerufen, wo ein Mann gegen ein Wachhaus gefahren ist und Beamte verletzt hat. Der Mann behauptet, zehn Menschen ermordet zu haben, doch das stellt sich schnell als Lüge heraus. In Wahrheit möchte der ehemalige Sergeant, dass die BAU im Fall seiner verschwundenen Schwester, einer Prostituierten, ermittelt. Nach ihr wurden noch eine Reihe anderer Frauen und Männer von der Straße entführt, die scheinbar keiner vermisst – die BAU nimmt den Fall an.                                                                             |           |                            |                            |                      |                                        |                       |                                |
| 91 | 26        | Am Ende des Tages – Teil 2 | To Hell… and Back (Part 2) | 20. Mai 2009         | 3. Feb. 2010                           | Edward Allen Bernero  | Edward Allen Bernero           |
| Die BAU-Agents folgen einer heißen Spur zu einer Farm und finden dort den Hauptverdächtigen der schrecklichen Mordserie in Detroit. Doch der Mann ist halsabwärts gelähmt und kann die Morde nicht selbst begangen haben, also müssen die Agents seinen Komplizen finden. Dieser hat bereits das nächste Opfer in seiner Gewalt. |           |                            |                            |                      |                                        |                       |                                |

## Staffel 5
Die Erstausstrahlung der fünften Staffel war vom 23. September 2009 bis zum 26. Mai 2010 auf dem US-amerikanischen Sender CBS zu sehen. Die deutschsprachige Erstausstrahlung sendete der deutsche Pay-TV-Sender 13th Street vom 4. April bis zum 1. August 2010.
| Nr. (ges.) | Nr. (St.) | Deutscher Titel             | Originaltitel           | Erstausstrahlung USA | Deutschsprachige Erstausstrahlung (D) | Regie                | Drehbuch                                             |
| --- | --------- | --------------------------- | ----------------------- | -------------------- | ------------------------------------- | -------------------- | ---------------------------------------------------- |
| 92 | 1         | Ohne Namen, ohne Gesicht    | Nameless, Faceless      | 23. Sep. 2009        | 4. Apr. 2010                          | Charles S. Carroll   | Chris Mundy                                          |
| Während sich das Team von den Ereignissen in Kanada erholt, wird es von der Polizei um Hilfe gebeten. Ein Killer hat es auf einen Notarzt und seinen Sohn abgesehen. Zeitgleich wird Hotch vom „Reaper“ angegriffen, der so an Informationen über Haley und Jack herankommen möchte.                                                 |           |                             |                         |                      |                                       |                      |                                                      |
| 93 | 2         | Die Quelle des Leids        | Haunted                 | 30. Sep. 2009        | 4. Apr. 2010                          | Jon Cassar           | Erica Messer                                         |
| Nach einem mentalen Zusammenbruch ermordet ein Mann in Louisville (Kentucky) in einer Drogerie mehrere Menschen. Mit Hilfe der BAU versuchen die lokalen Behörden weitere Morde zu verhindern. Hotch ist noch immer durch den Angriff des „Reapers“ geschwächt, der auch psychische Spuren hinterlassen hat.                         |           |                             |                         |                      |                                       |                      |                                                      |
| 94 | 3         | Die letzte Rate             | Reckoner                | 7. Okt. 2009         | 11. Apr. 2010                         | Karen Gaviola        | Dan Dworkin & Jay Beattie                            |
| In Commack (New York) nimmt ein Richter die Rechtsprechung in die eigene Hand, indem er einen Auftragsmörder anheuert, der davongekommene Kriminelle ermorden soll. Für Rossi ist dieser Fall von besonderer Bedeutung, da Commack sein Geburtsort ist.                                                                              |           |                             |                         |                      |                                       |                      |                                                      |
| 95 | 4         | Das Rudel                   | Hopeless                | 14. Okt. 2009        | 11. Apr. 2010                         | Felix Alcala         | Chris Mundy                                          |
| Aus Spaß begeht eine Gruppe Männer erst immer schwereren Vandalismus und schließlich einen vierfachen Mord. Das Team wird nach Washington, D.C. gerufen, um den Tätern auf die Spur zu kommen. Morgan baut während der Ermittlungen eine enge Beziehung zu der Schwester einer der Opfer auf und versucht dieser beizustehen.        |           |                             |                         |                      |                                       |                      |                                                      |
| 96 | 5         | Von der Wiege bis zur Bahre | Cradle to Grave         | 21. Okt. 2009        | 18. Apr. 2010                         | Rob Spera            | Breen Frazier                                        |
| Nachdem in Albuquerque (New Mexico) mehrere schwangere Frauen entführt und kurz nach der Geburt ihres Kindes ermordet worden sind, wird die BAU zur Hilfe gerufen. Währenddessen steht Hotch unter besonderer Beobachtung von Section Chief Strauss, da diese nicht mehr mit seiner Arbeit zufrieden ist.                            |           |                             |                         |                      |                                       |                      |                                                      |
| 97 | 6         | Jäger in der Dunkelheit     | The Eyes Have It        | 4. Nov. 2009         | 18. Apr. 2010                         | Glenn Kershaw        | Oanh Ly                                              |
| Morgan hat die Leitung des Teams von Hotch übernommen. Der erste Fall unter seiner Leitung führt das Team nach Oklahoma City (Oklahoma). Hier treibt ein Serienmörder sein Unwesen, der die Augen seiner Opfer als Trophäen sammelt.                                                                                                 |           |                             |                         |                      |                                       |                      |                                                      |
| 98 | 7         | Die Musik des Blutes        | The Performer           | 11. Nov. 2009        | 25. Apr. 2010                         | John Badham          | Holly Harold                                         |
| In Los Angeles (Kalifornien) werden mehrere Personen ermordet und deren Leichen fast blutleer aufgefunden. Als Hauptverdächtiger gilt ein Goth-Sänger, der psychische Probleme zu haben scheint. |           |                             |                         |                      |                                       |                      |                                                      |
| 99 | 8         | Der Fuchs                   | Outfoxed                | 18. Nov. 2009        | 25. Apr. 2010                         | John Gallagher       | Simon Mirren                                         |
| Die BAU bekommt es in Hampton (Virginia) erneut mit dem „Fuchs“ zu tun. Ein Nachahmungstäter kopiert dessen Tatmuster bei der Ermordung zweier Militärfamilien, deren Familienväter gerade im Ausland stationiert sind. Zudem meldet sich der „Reaper“ erneut bei Hotch.                                                             |           |                             |                         |                      |                                       |                      |                                                      |
| 100 | 9         | Der Reaper                  | 100                     | 25. Nov. 2009        | 2. Mai 2010                           | Edward Allen Bernero | Bo Crese                                             |
| Der „Reaper“ kehrt nach Washington D.C. zurück und beginnt ein Katz-und-Maus-Spiel mit der BAU, um sich endgültig an Hotch zu rächen. Sein Plan zielt darauf ab, Hotch maximalen Schmerz zu bereiten, indem er seine Familie auslöscht.                                                                                              |           |                             |                         |                      |                                       |                      |                                                      |
| 101 | 10        | Der Weg der Rose            | The Slave of Duty       | 9. Dez. 2009         | 2. Mai 2010                           | Charles Haid         | Rick Dunkle                                          |
| Hotch nimmt sich eine Auszeit, und ihm wird nahegelegt frühzeitig in den Ruhestand zu gehen. Ohne ihn wird das Team nach Nashville (Tennessee) gerufen, da es hier ein Serienmörder auf gut situierte Frauen abgesehen hat. |           |                             |                         |                      |                                       |                      |                                                      |
| 102 | 11        | Heilige Tränen              | Retaliation             | 16. Dez. 2009        | 9. Mai 2010                           | Felix Alcala         | Erica Messer                                         |
| Ein ehemaliger Gefangener bricht auf halsbrecherische Weise aus dem Gewahrsam des BAU-Teams aus. Als er auf der Flucht ein Massaker in Lockport (New York) anrichtet, muss das Profiler-Team schnell handeln. So machen sie sich daran, ein Profil zu erstellen, mit dessen Hilfe der Mörder geschnappt werden soll.                 |           |                             |                         |                      |                                       |                      |                                                      |
| 103 | 12        | Das Haus der Puppen         | The Uncanny Valley      | 13. Jan. 2010        | 9. Mai 2010                           | Anna J. Foerster     | Breen Frazier                                        |
| Das Team der BAU wird nach Atlantic City gerufen, um bei einem komplizierten Fall behilflich zu sein. Der Täter entführt Frauen, um sie anschließend zu treuen und lebendigen Puppen, wie aus Porzellan, „umzugestalten“. |           |                             |                         |                      |                                       |                      |                                                      |
| 104 | 13        | Tod am Freitag              | Risky Business          | 20. Jan. 2010        | 9. Aug. 2010                          | Rob Spera            | Jim Clemente                                         |
| In einer Kleinstadt in Wyoming werden an zwei aufeinanderfolgenden Freitagen jeweils zwei Jugendliche tot aufgefunden. Sie scheinen Suizid begangen zu haben. Das Team der BAU soll herausfinden, ob es sich tatsächlich um Selbstmorde handelt.                                                                                     |           |                             |                         |                      |                                       |                      |                                                      |
| 105 | 14        | Die Namen der Lüge          | Parasite                | 3. Feb. 2010         | 16. Mai 2010                          | Charles S. Carroll   | Oanh Ly                                              |
| In Florida ist ein Trickbetrüger unterwegs, der wohlhabende Menschen um viel Geld prellt. Da er mit mehreren Identitäten jongliert, droht seine Masche aufzufliegen, und er beginnt seine „Klienten“ umzubringen. |           |                             |                         |                      |                                       |                      |                                                      |
| 106 | 15        | Hass ohne Ende              | Public Enemy            | 10. Feb. 2010        | 16. Mai 2010                          | Nelson McCormick     | Jess Prenter Prosser                                 |
| In Providence (Rhode Island) werden mehrere Menschen an öffentlichen Orten brutal ermordet. Das BAU-Team vermutet, dass der Täter Angst schüren will. |           |                             |                         |                      |                                       |                      |                                                      |
| 107 | 16        | Hoffen und bangen           | Mosley Lane             | 3. März 2010         | 23. Mai 2010                          | Matthew Gray Gubler  | Simon Mirren & Erica Messer                          |
| Seit mehreren Jahren werden über ganz Virginia verteilt Kinder entführt. Ein Ehepaar könnte verantwortlich sein, das den zwanghaften Wunsch nach einer intakten Familie hat. |           |                             |                         |                      |                                       |                      |                                                      |
| 108 | 17        | Der einsame König           | Solitary Man            | 10. März 2010        | 23. Mai 2010                          | Rob Hardy            | Kimberley Ann Harrison & Ryan Gibson                 |
| Ein Trucker ermordet in Edgewood (New Mexico) mehrere Frauen. Sie wurden zunächst einer Art Befragung unterzogen, ob sie als potentielle Mütter für seine Tochter in Betracht kommen. |           |                             |                         |                      |                                       |                      |                                                      |
| 109 | 18        | Kampf ums Überleben         | The Fight               | 7. Apr. 2010         | 18. Juli 2010                         | Richard Shepard      | Chris Mundy Idee: Chris Mundy & Edward Allen Bernero |
| 110 | 19        | Santa Muerte                | A Rite of Passage       | 14. Apr. 2010        | 18. Juli 2010                         | John Gallagher       | Victor De Jesus                                      |
| In der Kleinstadt Terlingua (Texas), tauchen vor dem Sheriff-Büro drei abgetrennte Köpfe illegaler Einwanderer auf. Das Ablegen vor dem Büro des Sheriffs sorgt dafür, dass das BAU-Team um Hilfe gebeten wird. Es wird vermutet, dass jemand ein Statement abgeben möchte, zumal der weibliche Sheriff erst seit kurzem im Amt ist. |           |                             |                         |                      |                                       |                      |                                                      |
| 111 | 20        | Der illustrierte Mann       | …A Thousand Words       | 5. Mai 2010          | 25. Juli 2010                         | Rosemary Rodriguez   | Edward Allen Bernero                                 |
| Ein Mann begeht in Tallahassee (Florida) Selbstmord. Seine Tattoos und sonstigen Aufzeichnungen zeigen, dass er neun junge Frauen ermordet hat. Das Team der BAU muss herausfinden, wo sein letztes Opfer festgehalten wird. |           |                             |                         |                      |                                       |                      |                                                      |
| 112 | 21        | Alaska                      | Exit Wounds             | 12. Mai 2010         | 25. Juli 2010                         | Charles S. Carroll   | Rick Dunkle                                          |
| In der Kleinstadt Franklin (Alaska) werden mehrere Menschen ermordet, die die Stadt verlassen wollten. Die Morde zeigen, dass der Täter an Mut gewinnt und seine Vorgehensweise optimiert. Für Garcia ist der Fall besonders tragisch, da ein Opfer des Täters direkt in ihren Armen verstirbt.                                      |           |                             |                         |                      |                                       |                      |                                                      |
| 113 | 22        | Das Netz vergisst nichts    | The Internet Is Forever | 19. Mai 2010         | 1. Aug. 2010                          | Glenn Kershaw        | Breen Frazier                                        |
| 114 | 23        | Der Fürst der Finsternis    | Our Darkest Hour        | 26. Mai 2010         | 1. Aug. 2010                          | Edward Allen Bernero | Erica Messer                                         |

## Staffel 6
Die Erstausstrahlung der sechsten Staffel war vom 22. September 2010 bis zum 18. Mai 2011 auf dem US-amerikanischen Sender CBS zu sehen. Die deutschsprachige Erstausstrahlung sendete der Schweizer Free-TV-Sender 3+ vom 7. September 2011 bis zum 15. Februar 2012.
| Nr. (ges.) | Nr. (St.) | Deutscher Titel             | Originaltitel              | Erstausstrahlung USA | Deutschsprachige Erstausstrahlung (CH) | Regie                | Drehbuch                            |
| --- | --------- | --------------------------- | -------------------------- | -------------------- | -------------------------------------- | -------------------- | ----------------------------------- |
| 115 | 1         | Die längste Nacht           | The Longest Night          | 22. Sep. 2010        | 7. Sep. 2011                           | Edward Allen Bernero | Edward Allen Bernero                |
| 116 | 2         | Unter Haien                 | JJ                         | 29. Sep. 2010        | 14. Sep. 2011                          | Charles S. Carroll   | Erica Messer                        |
| In Maryland wird ein junges Mädchen seit zwei Tagen vermisst. Das Team muss den beiden Tätern ihren Aufenthalt entlocken, da sie droht, von Haien gefressen zu werden. Für JJ ist dies vorübergehend der letzte Einsatz, da sie eine Stelle aus dem Verteidigungsministerium annehmen muss. |           |                             |                            |                      |                                        |                      |                                     |
| 117 | 3         | Letzte Anrufe               | Remembrance of Things Past | 6. Okt. 2010         | 21. Sep. 2011                          | Glenn Kershaw        | Janine Sherman Barrois              |
| In Bristol (Virginia) werden junge, blonde Frauen tot aufgefunden. Rossi vermutet, dass es sich dabei um den „Butcher“ handelt, ein Serienmörder, der Ende der 80er-Jahre 20 Frauen ermordete. Er ließ damals seine Opfer kurz vor deren Tod ihre Angehörigen anrufen.                      |           |                             |                            |                      |                                        |                      |                                     |
| 118 | 4         | Alpha-Männer                | Compromising Positions     | 13. Okt. 2010        | 28. Sep. 2011                          | Guy Norman Bee       | Breen Frazier                       |
| In Akron (Ohio) werden mehrere Paare erschossen aufgefunden, nachdem sie vom Täter gezwungen wurden, sexuelle Handlungen nachzustellen. Garcia versucht währenddessen JJs Job zu übernehmen und stößt damit an ihre Grenzen.                                                                |           |                             |                            |                      |                                        |                      |                                     |
| 119 | 5         | Der böse Zwilling           | Safe Haven                 | 20. Okt. 2010        | 5. Okt. 2011                           | Andy Wolk            | Alicia Kirk                         |
| In Nebraska und Iowa werden zwei Familien ermordet. Da es für die Ermittler rätselhaft ist, wie ein Täter eine ganze Familie umbringen kann, kommen sie zu dem Schluss, dass es sich um einen Teenager handeln muss, der leicht vertrauenerweckend wirkt.                                   |           |                             |                            |                      |                                        |                      |                                     |
| 120 | 6         | Flammen der Rache           | Devil’s Night              | 27. Okt. 2010        | 12. Okt. 2011                          | Charles Haid         | Randy Huggins                       |
| In der Teufelsnacht kurz vor Halloween, werden seit drei Jahren immer wieder verbrannte Leichen in Detroit (Michigan) aufgefunden. Bei dem Täter könnte es sich um einen Mann handeln, der selbst starke Verbrennungen hat.                                                                 |           |                             |                            |                      |                                        |                      |                                     |
| 121 | 7         | Bis zum Ende                | Middle Man                 | 3. Nov. 2010         | 19. Okt. 2011                          | Rob Spera            | Rick Dunkle                         |
| Drei junge Männer entführen und vergewaltigen mehrere Frauen aus Tablebars, bevor sie diese durch die Maisfelder Indianas jagen. Sie scheinen der BAU immer einen Schritt voraus zu sein, da einer der Männer der Sohn des ortsansässigen Sheriffs ist.                                     |           |                             |                            |                      |                                        |                      |                                     |
| 122 | 8         | Spiegelbild der Sehnsucht   | Reflection of Desire       | 10. Nov. 2010        | 26. Okt. 2011                          | Anna J. Foerster     | Simon Mirren                        |
| Ein schwer gestörter Mann hinterlässt eine Frauenleiche auf dem Capitol Hill in Washington D.C. Sie wurde erstickt, die Lippen entfernt und in Kleider aus den 50er Jahren gesteckt. Es scheint, als versuche der Täter mit den Frauen eine Szene aus einem Film nachzustellen.             |           |                             |                            |                      |                                        |                      |                                     |
| 123 | 9         | In die Wälder               | Into the Woods             | 17. Nov. 2010        | 2. Nov. 2011                           | Glenn Kershaw        | Kimberly Ann Harrison               |
| 124 | 10        | Der beste Tag seines Lebens | What Happens at Home       | 8. Dez. 2010         | 9. Nov. 2011                           | Jan Eliasberg        | Edward Allen Bernero                |
| 125 | 11        | Alte Spuren                 | 25 to Life                 | 15. Dez. 2010        | 16. Nov. 2011                          | Charles S. Carroll   | Erica Messer                        |
| 126 | 12        | Palo Mayombe                | Corazon                    | 19. Jan. 2011        | 23. Nov. 2011                          | John Gallagher       | Katarina Wittich                    |
| 127 | 13        | Bis dass der Tod …          | The Thirteenth Step        | 26. Jan. 2011        | 30. Nov. 2011                          | Doug Aarniokoski     | Janine Sherman Barrois              |
| 128 | 14        | Der Duft der Vergangenheit  | Sense Memory               | 9. Feb. 2011         | 7. Dez. 2011                           | Rob Spera            | Randy Huggins                       |
| 129 | 15        | Alles nur für dich          | Today I Do                 | 16. Feb. 2011        | 14. Dez. 2011                          | Ali Selim            | Alicia Kirk                         |
| 130 | 16        | Am Ende des Traums          | Coda                       | 23. Feb. 2011        | 21. Dez. 2011                          | Rob Hardy            | Rick Dunkle                         |
| 131 | 17        | Valhalla                    | Valhalla                   | 2. März 2011         | 28. Dez. 2011                          | Charles S. Carroll   | Simon Mirren & Erica Messer         |
| 132 | 18        | Lauren Reynolds ist tot     | Lauren                     | 16. März 2011        | 4. Jan. 2012                           | Matthew Gray Gubler  | Breen Frazier                       |
| 133 | 19        | Böse Freunde                | With Friends Like These    | 30. März 2011        | 11. Jan. 2012                          | Anna J. Foerster     | Janine Sherman Barrois              |
| 134 | 20        | Das Versprechen             | Hanley Waters              | 6. Apr. 2011         | 18. Jan. 2012                          | Jesse Warn           | Alicia Kirk & Randy Huggins         |
| 135 | 21        | Der Babysitter-Mörder       | The Stranger               | 13. Apr. 2011        | 25. Jan. 2012                          | Nelson McCormick     | Kimberly Ann Harrison & Rick Dunkle |
| 136 | 22        | Die Dunkelkammer            | Out of the Light           | 4. Mai 2011          | 1. Feb. 2012                           | Doug Aarniokoski     | Roger Hedden                        |
| 137 | 23        | Das weite Meer              | Big Sea                    | 11. Mai 2011         | 8. Feb. 2012                           | Glenn Kershaw        | Jim Clemente & Breen Frazier        |
| 138 | 24        | Angebot und Nachfrage       | Supply and Demand          | 18. Mai 2011         | 15. Feb. 2012                          | Charles S. Carroll   | Erica Messer                        |

## Staffel 7
Die Erstausstrahlung der siebten Staffel wurde vom 21. September 2011 bis zum 16. Mai 2012 auf dem US-amerikanischen Sender CBS ausgestrahlt. Die deutschsprachige Erstausstrahlung sendete der österreichische Free-TV-Sender ATV vom 25. August bis zum 23. November 2012.
| Nr. (ges.) | Nr. (St.) | Deutscher Titel                | Originaltitel              | Erstausstrahlung USA | Deutschsprachige Erstausstrahlung (A) | Regie               | Drehbuch               |
| ---------- | --------- | ------------------------------ | -------------------------- | -------------------- | ------------------------------------- | ------------------- | ---------------------- |
| 139        | 1         | Erzfeinde                      | It Takes a Village         | 21. Sep. 2011        | 25. Aug. 2012                         | Glenn Kershaw       | Erica Messer           |
| 140        | 2         | Das blaue Kleid                | Proof                      | 28. Sep. 2011        | 25. Aug. 2012                         | Karen Gaviola       | Janine Sherman Barrois |
| 141        | 3         | Unerwünschte Ziele             | Dorado Falls               | 5. Okt. 2011         | 25. Aug. 2012                         | Felix Alcala        | Sharon Lee Watson      |
| 142        | 4         | Schmerzlos                     | Painless                   | 12. Okt. 2011        | 1. Sep. 2012                          | Larry Teng          | Breen Frazier          |
| 143        | 5         | Die böse Unschuld              | From Childhood’s Hour      | 19. Okt. 2011        | 1. Sep. 2012                          | Anna J. Foerster    | Bruce Zimmerman        |
| 144        | 6         | Die andere Seite               | Epilogue                   | 2. Nov. 2011         | 8. Sep. 2012                          | Guy Ferland         | Rick Dunkle            |
| 145        | 7         | Sturmjäger                     | There’s No Place Like Home | 9. Nov. 2011         | 8. Sep. 2012                          | Rob Spera           | Virgil Williams        |
| 146        | 8         | Schmetterlinge                 | Hope                       | 16. Nov. 2011        | 15. Sep. 2012                         | Michael Watkins     | Kimberly Ann Harrison  |
| 147        | 9         | Kindersoldaten                 | Self-Fulfilling Prophecy   | 7. Dez. 2011         | 15. Sep. 2012                         | Charles Haid        | Erica Messer           |
| 148        | 10        | Der Boxer                      | The Bittersweet Science    | 14. Dez. 2011        | 22. Sep. 2012                         | Rob Hardy           | Janine Sherman Barrois |
| 149        | 11        | Die perfekte Kopie             | True Genius                | 18. Jan. 2012        | 22. Sep. 2012                         | Glenn Kershaw       | Sharon Lee Watson      |
| 150        | 12        | Melodie des Schreckens         | Unknown Subject            | 25. Jan. 2012        | 29. Sep. 2012                         | Michael Lange       | Breen Frazier          |
| 151        | 13        | Das System                     | Snake Eyes                 | 8. Feb. 2012         | 29. Sep. 2012                         | Doug Aarniokoski    | Bruce Zimmerman        |
| 152        | 14        | Entmannt                       | Closing Time               | 15. Feb. 2012        | 6. Okt. 2012                          | Jesse Warn          | Rick Dunkle            |
| 153        | 15        | Farbenlehre                    | A Thin Line                | 22. Feb. 2012        | 6. Okt. 2012                          | Michael Watkins     | Virgil Williams        |
| 154        | 16        | Die größte Buße                | A Family Affair            | 29. Feb. 2012        | 13. Okt. 2012                         | Rob Spera           | Kimberly Ann Harrison  |
| 155        | 17        | Ich liebe dich, Tommy Brown    | I Love You, Tommy Brown    | 14. März 2012        | 13. Okt. 2012                         | John Terlesky       | Janine Sherman Barrois |
| 156        | 18        | Flügel der Freiheit            | Foundation                 | 21. März 2012        | 20. Okt. 2012                         | Dermott Downs       | Jim Clemente           |
| 157        | 19        | Des Teufels Bräute             | Heathridge Manor           | 4. Apr. 2012         | 20. Okt. 2012                         | Matthew Gray Gubler | Sharon Lee Watson      |
| 158        | 20        | Die Firma                      | The Company                | 11. Apr. 2012        | 27. Okt. 2012                         | Nelson McCormick    | Breen Frazier          |
| 159        | 21        | Die Wünschelrute               | Divining Rod               | 2. Mai 2012          | 3. Nov. 2012                          | Doug Aarniokoski    | Bruce Zimmerman        |
| 160        | 22        | Ein Name für jedes Jahr        | Profiling 101              | 9. Mai 2012          | 10. Nov. 2012                         | Felix Alcala        | Virgil Williams        |
| 161        | 23        | Das Spiel der Königin – Teil 1 | Hit                        | 16. Mai 2012         | 17. Nov. 2012                         | Michael Lange       | Rick Dunkle            |
| 162        | 24        | Das Spiel der Königin – Teil 2 | Run                        | 16. Mai 2012         | 24. Nov. 2012                         | Glenn Kershaw       | Erica Messer           |

## Staffel 8
Die Erstausstrahlung der achten Staffel war vom 26. September 2012 bis zum 22. Mai 2013 auf dem US-amerikanischen Sender CBS zu sehen. Die deutschsprachige Erstausstrahlung der ersten 16 Episoden sendete der österreichische Free-TV-Sender ATV vom 5. Januar bis zum 24. August 2013. Die restlichen Episoden wurden vom 28. August bis zum 16. Oktober 2013 vom Schweizer Sender 3+ erstausgestrahlt.
| Nr. (ges.) | Nr. (St.) | Deutscher Titel            | Originaltitel             | Erstausstrahlung USA | Deutschsprachige Erstausstrahlung (A/CH) | Regie               | Drehbuch                                   |
| --- | --------- | -------------------------- | ------------------------- | -------------------- | ---------------------------------------- | ------------------- | ------------------------------------------ |
| 163 | 1         | Zum Schweigen verurteilt   | The Silencer              | 26. Sep. 2012        | 5. Jan. 2013                             | Glenn Kershaw       | Erica Messer                               |
| Die BAU muss mehrere Mordfälle in Abilene (Texas) aufklären. Diese wurden mutmaßlich durch den entkommenen Serienmörder „The Silencer“ begangen, welcher seinen Namen durch das Zunähen der Münder seiner Opfer erhielt. Dabei wird das Team fortan von Dr. Alex Blake, eine Linguistik-Expertin, unterstützt.                                                                  |           |                            |                           |                      |                                          |                     |                                            |
| 164 | 2         | Der Pakt                   | The Pact                  | 10. Okt. 2012        | 12. Jan. 2013                            | Karen Gaviola       | Janine Sherman Barrois                     |
| 165 | 3         | Hinter Glas                | Through the Looking Glass | 17. Okt. 2012        | 19. Jan. 2013                            | Dermott Downs       | Sharon Lee Watson                          |
| In Kansas City (Kansas) wird eine Familie tot aufgefunden. Es sieht zunächst danach aus, als hätte der Vater einen erweiterten Suizid begangen. Als jedoch eine zweite Familie verschwindet, wird die BAU zur Hilfe gerufen. Es scheint, dass der Täter nach scheinbar intakten Familien sucht, denen er zeigen will, wie kaputt sie sind.                                      |           |                            |                           |                      |                                          |                     |                                            |
| 166 | 4         | Der Gott-Komplex           | God Complex               | 24. Okt. 2012        | 26. Jan. 2013                            | Larry Teng          | Breen Frazier                              |
| In Las Cruces (New Mexico) wird einem Mann ein Bein amputiert und dieses später einem anderen transplantiert. Das BAU-Team kommt dahinter, dass es sich um einen Täter mit einem starken Gott-Komplex handelt, der herausfinden will, ob man Menschen Beine transplantieren kann. Währenddessen führt Reid mehrere Telefonate mit einer mysteriösen Frau.                       |           |                            |                           |                      |                                          |                     |                                            |
| 167 | 5         | Gute Erde                  | The Good Earth            | 31. Okt. 2012        | 2. Feb. 2013                             | John Terlesky       | Bruce Zimmerman                            |
| 168 | 6         | Der Lehrling               | The Apprenticeship        | 7. Nov. 2012         | 9. Feb. 2013                             | Rob Bailey          | Virgil Williams                            |
| 169 | 7         | Die Gefallenen             | The Fallen                | 14. Nov. 2012        | 16. Feb. 2013                            | Doug Aarniokoski    | Rick Dunkle Idee: Rick Dunkle & Danny Ramm |
| In Santa Monica (Kalifornien) werden die verbrannten Leichen von drei Obdachlosen gefunden. Es scheint, dass der Täter, die Stadt von den Obdachlosen „säubern“ will. Rossi trifft seinen ehemaligen Vorgesetzten aus seiner Zeit im Vietnamkrieg wieder, der ebenfalls auf der Straße lebt.                                                                                    |           |                            |                           |                      |                                          |                     |                                            |
| 170 | 8         | Allein gegen die Welt      | The Wheels on the Bus…    | 21. Nov. 2012        | 9. März 2013                             | Rob Hardy           | Kimberly Ann Harrison                      |
| 171 | 9         | Die Farben des Bösen       | Magnificent Light         | 28. Nov. 2012        | 23. Feb. 2013                            | John T. Kretchmer   | Sharon Lee Watson                          |
| 172 | 10        | Die letzte Vorstellung     | The Lesson                | 5. Dez. 2012         | 2. März 2013                             | Matthew Gray Gubler | Janine Sherman Barrois                     |
| Die BAU jagt einen Serienmörder, der seine Opfer wie Puppen herrichtet und zur Schau stellt. Als das Team dahinterkommt, dass der Wahnsinnige seine Opfer als menschliche Marionetten benutzt, um mit ihnen ein Stück aufzuführen, beginnt ein Wettrennen gegen die Zeit. |           |                            |                           |                      |                                          |                     |                                            |
| 173 | 11        | Die Verwandlung            | Perennials                | 12. Dez. 2012        | 9. März 2013                             | Michael Lange       | Bruce Zimmerman                            |
| 174 | 12        | Hundert und ein halber Tag | Zugzwang                  | 16. Jan. 2013        | 16. März 2013                            | Jesse Warn          | Breen Frazier                              |
| Reids Freundin Maeve ist von ihrem Stalker entführt worden. Er bittet Hotch und das restliche Team, die bis dahin nichts von Maeve wussten, um Hilfe bei der Suche nach ihr. Dabei setzt Reid sein eigenes Leben aufs Spiel. |           |                            |                           |                      |                                          |                     |                                            |
| 175 | 13        | Herzblut                   | Magnum Opus               | 23. Jan. 2013        | 23. März 2013                            | Glenn Kershaw       | Jason J. Bernero                           |
| Reid ist, aufgrund des Verlusts seiner Freundin, krankgeschrieben. Das restliche Team übernimmt den nächsten Fall ohne ihn. Es werden in Folie eingewickelte Leichen gefunden, deren Augenlider entfernt wurden. Zudem hat der Täter die Opfer ausbluten lassen. |           |                            |                           |                      |                                          |                     |                                            |
| 176 | 14        | Alles, was bleibt          | All That Remains          | 6. Feb. 2013         | 30. März 2013                            | Thomas Gibson       | Erica Messer                               |
| 177 | 15        | Verdorben                  | Broken                    | 20. Feb. 2013        | 17. Aug. 2013                            | Larry Teng          | Rick Dunkle                                |
| 178 | 16        | Original und Kopie         | Carbon Copy               | 27. Feb. 2013        | 24. Aug. 2013                            | Rob Hardy           | Virgil Williams                            |
| 179 | 17        | Gestohlene Geschichten     | The Gathering             | 20. März 2013        | 28. Aug. 2013                            | Michael Lange       | Kimberly Ann Harrison                      |
| Die BAU ist hinter einem Serienmörder her, der es auf Frauen abgesehen hat, aber jedes Mal anders vorgeht. Der Täter setzt dabei aber nicht nur seine eigenen kranken Phantasien in die Tat um, er lässt sich auch von den mörderischen Phantasien anderer inspirieren. |           |                            |                           |                      |                                          |                     |                                            |
| 180 | 18        | Schau hoch in den Himmel   | Restoration               | 3. Apr. 2013         | 4. Sep. 2013                             | Felix Alcala        | Jim Clemente & Janine Sherman Barrois      |
| Morgan wird nach sechs Jahren erneut mit seinen schlimmen Kindheitserinnerungen konfrontiert. In Chicago läuft ein Mörder um, der an den Tatorten die Worte „Schau hoch in den Himmel“ hinterlässt. Genau dasselbe sagte Carl Buford zu Morgan, nachdem dieser ihn missbrauchte.                                                                                                |           |                            |                           |                      |                                          |                     |                                            |
| 181 | 19        | Die perfekte Stadt         | Pay It Forward            | 10. Apr. 2013        | 11. Sep. 2013                            | John Terlesky       | Bruce Zimmerman                            |
| 182 | 20        | Ein Samenkorn im Wind      | Alchemy                   | 1. Mai 2013          | 18. Sep. 2013                            | Matthew Gray Gubler | Sharon Lee Watson                          |
| 183 | 21        | Der 13. Mai                | Nanny Dearest             | 8. Mai 2013          | 25. Sep. 2013                            | Doug Aarniokoski    | Virgil Williams                            |
| Jedes Jahr werden zur selben Zeit Kindermädchen mit ihren Schützlingen entführt. Das Kind wird immer innerhalb von 24 Stunden freigelassen, während das Kindermädchen schließlich am 13. Mai tot aufgefunden wird. Doch dieses Mal handelt der Täter anders und lässt das Kind nicht gehen.                                                                                     |           |                            |                           |                      |                                          |                     |                                            |
| 184 | 22        | Fremdes Glück              | #6                        | 15. Mai 2013         | 2. Okt. 2013                             | Karen Gaviola       | Breen Frazier                              |
| 185 | 23        | Zugzwang                   | Brothers Hotchner         | 22. Mai 2013         | 9. Okt. 2013                             | Rob Bailey          | Rick Dunkle                                |
| Hotch wird von seinem Bruder Sean angerufen, der ihn um Hilfe bittet. In der Bar, wo Sean arbeitet, ist eine junge Frau in seinen Armen gestorben. Sie blutete aus Augen, Mund und Nase. Es gab bereits ähnliche Fälle, darunter auch Seans Freundin. Die BAU nimmt sich dem Fall an und findet heraus, dass alle Opfer an einer Überdosis einer gemixten Droge gestorben sind. |           |                            |                           |                      |                                          |                     |                                            |
| 186 | 24        | Der Nachahmer              | The Replicator            | 22. Mai 2013         | 16. Okt. 2013                            | Glenn Kershaw       | Erica Messer                               |

## Staffel 9
Die Erstausstrahlung der neunten Staffel war vom 25. September 2013 bis zum 14. Mai 2014 auf dem US-amerikanischen Sender CBS zu sehen. Die deutschsprachige Erstausstrahlung der ersten beiden Folgen sendete der österreichische Free-TV-Sender ATV am 11. und 18. Januar 2014. Die Episoden 3 bis 17 wurden vom Schweizer Sender 3+ zwischen dem 22. Januar und dem 22. September 2014 erstausgestrahlt. Die verbleibenden Episoden wurden vom 27. September bis zum 1. November 2014 vom österreichischen Sender ATV gesendet.
| Nr. (ges.) | Nr. (St.) | Deutscher Titel       | Originaltitel               | Erstausstrahlung USA | Deutschsprachige Erstausstrahlung (A/CH) | Regie               | Drehbuch                                            |
| --- | --------- | --------------------- | --------------------------- | -------------------- | ---------------------------------------- | ------------------- | --------------------------------------------------- |
| 187 | 1         | Inspiration           | The Inspiration             | 25. Sep. 2013        | 11. Jan. 2014                            | Glenn Kershaw       | Janine Sherman Barrois                              |
| In Glendale (Arizona) werden mehrere junge, blonde Frauen tot aufgefunden. Ihnen wurde jeweils ins Herz geschossen und sie wurden in einer Art betenden Haltung abgelegt. Der Täter zwang seine Opfer außerdem vom Kopf seines ersten Opfers zu essen. Als das Team schließlich einen Verdächtigen festnimmt, müssen sie feststellen, dass es sich um den eineiigen Zwilling des Täters handelt. |           |                       |                             |                      |                                          |                     |                                                     |
| 188 | 2         | Zwillinge             | The Inspired                | 2. Okt. 2013         | 18. Jan. 2014                            | Larry Teng          | Breen Frazier                                       |
| 189 | 3         | Der letzte Schuss     | Final Shot                  | 9. Okt. 2013         | 22. Jan. 2014                            | Bethany Rooney      | Sharon Lee Watson                                   |
| In Dallas (Texas) werden sechs Menschen von einem Scharfschützen getötet. Der Täter ließ es allerdings so aussehen, als sei er ein Amateur. Das Team kommt dahinter, dass es dem Täter immer nur um bestimmte Opfer geht und er durch die Massaker lediglich seine Absichten verschleiern will.                                                                                                  |           |                       |                             |                      |                                          |                     |                                                     |
| 190 | 4         | Fenster zur Seele     | To Bear Witness             | 16. Okt. 2013        | 29. Jan. 2014                            | Rob Bailey          | Erica Messer                                        |
| 191 | 5         | Route 66              | Route 66                    | 23. Okt. 2013        | 5. Feb. 2014                             | Doug Aarniokoski    | Virgil Williams                                     |
| 192 | 6         | Hexenjagd             | In the Blood                | 30. Okt. 2013        | 12. Feb. 2014                            | Michael Lange       | Bruce Zimmerman                                     |
| 193 | 7         | Der Nachtportier      | Gatekeeper                  | 6. Nov. 2013         | 19. Feb. 2014                            | Matthew Gray Gubler | Erica Messer                                        |
| In Boston (Massachusetts) werden mehrere Morde begangen. Die Opfer wurden alle erdrosselt. Die BAU sucht nach einem Täter der Beweise für seine Taten sammelt. |           |                       |                             |                      |                                          |                     |                                                     |
| 194 | 8         | Soldat 53699          | The Return                  | 13. Nov. 2013        | 26. Feb. 2014                            | John Terlesky       | Kimberly Ann Harrison                               |
| 195 | 9         | Der Hass der Jahre    | Strange Fruit               | 20. Nov. 2013        | 5. März 2014                             | Constantine Makris  | Janine Sherman Barrois                              |
| Als im Garten einer afroamerikanischen Familie die Skelette von vier Menschen gefunden werden, muss das BAU-Team den Hintergrund der Familie beleuchten und herausfinden, weshalb zwischen den Morden 25 Jahre liegen. |           |                       |                             |                      |                                          |                     |                                                     |
| 196 | 10        | Der Anrufer           | The Caller                  | 27. Nov. 2013        | 12. März 2014                            | Rob Bailey          | Sharon Lee Watson                                   |
| 197 | 11        | Alte Schule           | Bully                       | 11. Dez. 2013        | 19. März 2014                            | Glenn Kershaw       | Virgil Williams                                     |
| 198 | 12        | Black Queen           | The Black Queen             | 15. Jan. 2014        | 26. März 2014                            | Tawnia McKiernan    | Breen Frazier                                       |
| 199 | 13        | Am Ende des Weges     | The Road Home               | 22. Jan. 2014        | 25. Aug. 2014                            | Joe Mantegna        | Bruce Zimmerman                                     |
| 200 | 14        | Blackbird             | 200                         | 5. Feb. 2014         | 1. Sep. 2014                             | Larry Teng          | Rick Dunkle                                         |
| Als JJ und Section Chief Cruz entführt werden, muss das Team ihre Zeit im Verteidigungsministerium unter die Lupe nehmen, um die Täter zu ermitteln. |           |                       |                             |                      |                                          |                     |                                                     |
| 201 | 15        | Die Andersons         | Mr. & Mrs. Anderson         | 19. Feb. 2014        | 8. Sep. 2014                             | Felix Alcala        | Kimberly Ann Harrison                               |
| 202 | 16        | Freudentränen         | Gabby                       | 26. Feb. 2014        | 15. Sep. 2014                            | Thomas Gibson       | Jim Clemente                                        |
| 203 | 17        | Der Doktor            | Persuasion                  | 5. März 2014         | 22. Sep. 2014                            | Rob Lieberman       | Sharon Lee Watson                                   |
| 204 | 18        | Tollwut               | Rabid                       | 12. März 2014        | 27. Sep. 2014                            | Doug Aarniokoski    | Virgil Williams                                     |
| 205 | 19        | Schuldlos             | The Edge of Winter          | 19. März 2014        | 4. Okt. 2014                             | Hanelle Culpepper   | Janine Sherman Barrois                              |
| 206 | 20        | Die Ehre der Familie  | Blood Relations             | 2. Apr. 2014         | 4. Okt. 2014                             | Matthew Gray Gubler | Breen Frazier                                       |
| 207 | 21        | Schweine und Menschen | What Happens in Mecklinburg | 9. Apr. 2014         | 11. Okt. 2014                            | Rob Hardy           | Ticona S. Joy                                       |
| 208 | 22        | Lebensfäden           | Fatal                       | 30. Apr. 2014        | 18. Okt. 2014                            | Larry Teng          | Bruce Zimmerman                                     |
| 209 | 23        | Himmel oder Hölle?    | Angels                      | 7. Mai 2014          | 25. Okt. 2014                            | Rob Bailey          | Rick Dunkle, Breen Frazier & Janine Sherman Barrois |
| 210 | 24        | Endspiel              | Demons                      | 14. Mai 2014         | 1. Nov. 2014                             | Glenn Kershaw       | Erica Messer                                        |

## Staffel 10
Die Erstausstrahlung der zehnten Staffel war vom 1. Oktober 2014 bis zum 6. Mai 2015 auf dem US-amerikanischen Sender CBS zu sehen. Die deutschsprachige Erstausstrahlung sendete der österreichische Free-TV-Sender ATV vom 31. Januar bis zum 17. Oktober 2015.
| Nr. (ges.) | Nr. (St.) | Deutscher Titel              | Originaltitel              | Erstausstrahlung USA | Deutschsprachige Erstausstrahlung (A) | Regie               | Drehbuch                                           |
| --- | --------- | ---------------------------- | -------------------------- | -------------------- | ------------------------------------- | ------------------- | -------------------------------------------------- |
| 211 | 1         | Bakersfield                  | X                          | 1. Okt. 2014         | 31. Jan. 2015                         | Glenn Kershaw       | Erica Messer                                       |
| 212 | 2         | Die Kreise der Hölle         | Burn                       | 8. Okt. 2014         | 31. Jan. 2015                         | Karen Gaviola       | Janine Sherman Barrois                             |
| 213 | 3         | Das Licht von tausend Sonnen | A Thousand Suns            | 15. Okt. 2014        | 7. Feb. 2015                          | Rob Bailey          | Sharon Lee Watson                                  |
| Nachdem in Ohio ein Flugzeug mit über 150 Menschen an Bord abstürzt, wird die BAU um Hilfe gebeten, da offenbar kein technisches Versagen Grund für den Absturz war. Das Team kommt dahinter, dass es sich um einen Fall von Inlandsterrorismus handelt. |           |                              |                            |                      |                                       |                     |                                                    |
| 214 | 4         | Morgellons                   | The Itch                   | 22. Okt. 2014        | 14. Feb. 2015                         | Larry Teng          | Breen Frazier                                      |
| 215 | 5         | Böse Jungs                   | Boxed In                   | 29. Okt. 2014        | 21. Feb. 2015                         | Thomas Gibson       | Virgil Williams                                    |
| 216 | 6         | Alarm um Mitternacht         | If the Shoe Fits           | 5. Nov. 2014         | 28. Feb. 2015                         | Bethany Rooney      | Bruce Zimmerman                                    |
| 217 | 7         | Mirror Man                   | Hashtag                    | 12. Nov. 2014        | 7. März 2015                          | Constantine Makris  | Rick Dunkle                                        |
| Nachdem in Bethesda (Maryland) ein junges Mädchen brutal ermordet wurde, wird die BAU um Hilfe gebeten. Sie finden heraus, dass das Mädchen viel von sich in sozialen Netzwerken preisgegeben hat und der Täter das Internet benutzt, um noch weitere Opfer zu finden. |           |                              |                            |                      |                                       |                     |                                                    |
| 218 | 8         | Die ganze Geschichte         | The Boys of Sudworth Place | 19. Nov. 2014        | 14. März 2015                         | Laura Belsey        | Kimberly Ann Harrison                              |
| Ein erfolgreicher und hoch angesehener Anwalt wird entführt und gefangen gehalten. Bei der Suche nach Hinweisen erfährt die BAU viele Geheimnisse des Anwalts, die zu der Entführung geführt haben könnten. |           |                              |                            |                      |                                       |                     |                                                    |
| 219 | 9         | Saubere Sachen               | Fate                       | 26. Nov. 2014        | 21. März 2015                         | Rob Bailey          | Janine Sherman Barrois                             |
| 220 | 10        | Amelia Porter                | Amelia Porter              | 10. Dez. 2014        | 28. März 2015                         | Alrick Riley        | Sharon Lee Watson                                  |
| 221 | 11        | Ein dunkler, kalter Ort      | The Forever People         | 14. Jan. 2015        | 4. Apr. 2015                          | Tawnia McKiernan    | Breen Frazier                                      |
| 222 | 12        | Auf der Warteliste           | Anonymous                  | 21. Jan. 2015        | 11. Apr. 2015                         | Joe Mantegna        | Bruce Zimmerman Idee: Danny Ramm & Bruce Zimmerman |
| Mehrere Menschen werden schwer verletzt und sterben. Der Täter ruft vor den Morden die Polizei, sodass die Opfer schnell gefunden werden. Es stellt sich heraus, dass die Tochter des Täters eine Lebertransplantation benötigt um zu überleben und die Opfer alle Organspender waren. |           |                              |                            |                      |                                       |                     |                                                    |
| 223 | 13        | Tote Vögel                   | Nelson’s Sparrow           | 28. Jan. 2015        | 15. Aug. 2015                         | Glenn Kershaw       | Kirsten Vangsness & Erica Messer                   |
| Als der ehemalige Profiler Jason Gideon in seiner Waldhütte erschossen aufgefunden wird, muss das BAU-Team einen ungelösten Fall wiederaufrollen, der über 30 Jahre zurückliegt. |           |                              |                            |                      |                                       |                     |                                                    |
| 224 | 14        | Götter sterben nicht         | Hero Worship               | 4. Feb. 2015         | 22. Aug. 2015                         | Larry Teng          | Rick Dunkle                                        |
| 225 | 15        | Schrei aus der Vergangenheit | Scream                     | 11. Feb. 2015        | 29. Aug. 2015                         | Hanelle Culpepper   | Kimberly Ann Harrison                              |
| In einer Kleinstadt in der Nähe von Los Angeles (Kalifornien), werden zwei Frauen tot aufgefunden, nachdem ihnen die Kehlen durchgeschnitten wurden. Es scheint, dass es dem Täter um die Schreie seiner Opfer geht und er mit ihnen ein Ereignis aus seiner Vergangenheit nachstellen will. Kates Nichte Meg gerät derweil in eine gefährliche Situation.                                |           |                              |                            |                      |                                       |                     |                                                    |
| 226 | 16        | Die Gang                     | Lockdown                   | 4. März 2015         | 5. Sep. 2015                          | Thomas Gibson       | Virgil Williams                                    |
| In einer Haftanstalt in Texas werden zwei Wärter tot aufgefunden. Ihnen wurden jeweils sieben Finger gebrochen und eine Socke in den Mund gestopft. Das BAU-Team muss sowohl die Insassen als auch die Wärter verdächtigen. |           |                              |                            |                      |                                       |                     |                                                    |
| 227 | 17        | Atemnot                      | Breath Play                | 11. März 2015        | 12. Sep. 2015                         | Hanelle Culpepper   | Erik Stiller                                       |
| 228 | 18        | Um jeden Preis               | Rock Creek Park            | 25. März 2015        | 19. Sep. 2015                         | Felix Alcala        | Sharon Lee Watson                                  |
| 229 | 19        | Drei Länder, drei Jahre      | Beyond Borders             | 8. Apr. 2015         | 26. Sep. 2015                         | Glenn Kershaw       | Erica Messer                                       |
| Als eine amerikanische Familie im Urlaub auf Barbados entführt wird, fordert das Team von Agent Jack Garrett die Hilfe der BAU an, da der Täter bereits in Florida und auf Aruba aktiv war. |           |                              |                            |                      |                                       |                     |                                                    |
| 230 | 20        | Der leere Teller             | A Place at the Table       | 15. Apr. 2015        | 3. Okt. 2015                          | Laura Belsey        | Bruce Zimmerman                                    |
| Als eine komplette Familie getötet wird, und trotz April Weihnachtsmusik im Plattenspieler läuft, wird das Team der BAU um Hilfe gebeten und bringt bei ihrer Suche nach dem Täter lang gehütete Geheimnisse ans Licht. Hotch muss derweil die schwierige Beziehung zu seinem Schwiegervater Roy überdenken, nachdem dieser an Alzheimer erkrankt ist.                                    |           |                              |                            |                      |                                       |                     |                                                    |
| 231 | 21        | Mister Scratch               | Mr. Scratch                | 22. Apr. 2015        | 10. Okt. 2015                         | Matthew Gray Gubler | Breen Frazier                                      |
| In mehreren amerikanischen Städten werden Menschen scheinbar durch ihre Liebsten umgebracht. Diese erzählen, dass sie ein klauenbesetztes Schattenmonster gesehen haben, welches für die Morde verantwortlich sein muss. Die „Täter“ wurden alle im Alter von vier Jahren adoptiert und wurden anscheinend durch Einnahme einer Droge an ihre schlimmste Angst aus der Kindheit erinnert. |           |                              |                            |                      |                                       |                     |                                                    |
| 232 | 22        | Der Beschützer               | Protection                 | 29. Apr. 2015        | 17. Okt. 2015                         | Tawnia McKiernan    | Virgil Williams                                    |
| In Los Angeles treibt ein sogenannter „moralischer Vollstrecker“ sein Unwesen, eine Person, die Übeltäter tötet. Allerdings scheint der Täter immer mehr den Sinn für die Realität zu verlieren, da er beginnt harmlose Situationen als vermeintliche Übergriffe misszudeuten. |           |                              |                            |                      |                                       |                     |                                                    |
| 233 | 23        | Code Pfeffer                 | The Hunt                   | 6. Mai 2015          | 17. Okt. 2015                         | Glenn Kershaw       | Jim Clemente & Janine Sherman Barrois              |
| Als Kates Nichte Meg und ihre beste Freundin Markayla entführt werden, kommt das Team der BAU einem Menschenhändler-Ring auf die Schliche. Während Markayla fliehen kann, wird Meg allerdings bereits verkauft. Außerdem offenbart JJ Reid, dass sie ihr zweites Kind erwartet. |           |                              |                            |                      |                                       |                     |                                                    |

## Staffel 11
Die Erstausstrahlung der elften Staffel war vom 30. September 2015 bis zum 4. Mai 2016 auf dem US-amerikanischen Sender CBS zu sehen. Die deutschsprachige Erstausstrahlung der ersten 12 Episoden sendete der Schweizer Free-TV-Sender 3+ vom 28. Dezember 2015 bis zum 16. März 2016. Die restlichen Episoden wurden vom 30. August bis zum 25. Oktober 2016 auf dem deutschen Pay-TV-Sender Sat.1 emotions erstausgestrahlt.
| Nr. (ges.) | Nr. (St.) | Deutscher Titel           | Originaltitel        | Erstausstrahlung USA | Deutschsprachige Erstausstrahlung (CH/D) | Regie               | Drehbuch                         |
| --- | --------- | ------------------------- | -------------------- | -------------------- | ---------------------------------------- | ------------------- | -------------------------------- |
| 234 | 1         | Pulcinella                | The Job              | 30. Sep. 2015        | 28. Dez. 2015                            | Glenn Kershaw       | Breen Frazier                    |
| 235 | 2         | Der Zeuge                 | The Witness          | 7. Okt. 2015         | 4. Jan. 2016                             | John Terlesky       | Sharon Lee Watson                |
| In Los Angeles wird ein Sarin-Anschlag auf einen Linienbus verübt. Schnell gerät ein unbescholtener Familienvater ins Visier der Ermittler.                                                                                       |           |                           |                      |                      |                                          |                     |                                  |
| 236 | 3         | Der schönste Tag          | Til Death Do Us Part | 14. Okt. 2015        | 11. Jan. 2016                            | Joe Mantegna        | Karen Maser                      |
| 237 | 4         | Outlaws                   | Outlaw               | 21. Okt. 2015        | 18. Jan. 2016                            | Larry Teng          | Virgil Williams                  |
| 238 | 5         | Morpheus                  | The Night Watch      | 28. Okt. 2015        | 27. Jan. 2016                            | Thomas Gibson       | Bruce Zimmerman                  |
| In Detroit wird eine Leiche in einer übergroßen Mausefalle gefunden. Das Graffito am Tatort deutet auf den Straßenkünstler „Morpheus“ hin. Schnell kommen allerdings Zweifel auf, nachdem auch noch ein Baby entführt worden ist. |           |                           |                      |                      |                                          |                     |                                  |
| 239 | 6         | Jeder ist verdächtig      | Pariahville          | 4. Nov. 2015         | 3. Feb. 2016                             | Felix Alcala        | Erik Stiller                     |
| 240 | 7         | Joy Rossi                 | Target Rich          | 11. Nov. 2015        | 10. Feb. 2016                            | Glenn Kershaw       | Jim Clemente                     |
| 241 | 8         | Du darfst nicht schlafen  | Awake                | 18. Nov. 2015        | 17. Feb. 2016                            | Christoph Schrewe   | Kimberly Ann Harrison            |
| 242 | 9         | Libertad                  | Internal Affairs     | 2. Dez. 2015         | 24. Feb. 2016                            | Diana C. Valentine  | Sharon Lee Watson                |
| 243 | 10        | Für immer jung            | Future Perfect       | 9. Dez. 2015         | 2. März 2016                             | Laura Belsey        | Bruce Zimmerman                  |
| 244 | 11        | Miss 45                   | Entropy              | 13. Jan. 2016        | 9. März 2016                             | Heather Cappiello   | Breen Frazier                    |
| 245 | 12        | Die Wand der Schande      | Drive                | 20. Jan. 2016        | 16. März 2016                            | Tawnia McKiernan    | Karen Maser                      |
| 246 | 13        | Die einzige Frau          | The Bond             | 27. Jan. 2016        | 30. Aug. 2016                            | Hanelle Culpepper   | Kimberly Ann Harrison            |
| 247 | 14        | Der geheime Platz         | Hostage              | 10. Feb. 2016        | 30. Aug. 2016                            | Bethany Rooney      | Virgil Williams                  |
| 248 | 15        | Das Spinnennetz           | A Badge and a Gun    | 24. Feb. 2016        | 6. Sep. 2016                             | Rob Bailey          | Jim Clemente                     |
| 249 | 16        | Derek                     | Derek                | 2. März 2016         | 13. Sep. 2016                            | Thomas Gibson       | Breen Frazier                    |
| 250 | 17        | Der Sandmann              | The Sandman          | 16. März 2016        | 20. Sep. 2016                            | Joe Mantegna        | Bruce Zimmerman                  |
| 251 | 18        | Die rote Tür              | Beautiful Disaster   | 23. März 2016        | 27. Sep. 2016                            | Matthew Gray Gubler | Kirsten Vangsness & Erica Messer |
| 252 | 19        | Wir kennen uns aus London | Tribute              | 30. März 2016        | 4. Okt. 2016                             | Tawnia McKiernan    | Virgil Williams                  |
| 253 | 20        | Transformation            | Inner Beauty         | 13. Apr. 2016        | 11. Okt. 2016                            | Alec Smight         | Haben Merker                     |
| 254 | 21        | Es zieht ein Sturm auf    | Devil’s Backbone     | 20. Apr. 2016        | 18. Okt. 2016                            | Felix Alcala        | Sharon Lee Watson                |
| 255 | 22        | Dreizehn                  | The Storm            | 4. Mai 2016          | 25. Okt. 2016                            | Glenn Kershaw       | Erica Messer & Breen Frazier     |

## Staffel 12
Die Erstausstrahlung der zwölften Staffel war vom 28. September 2016 bis zum 10. Mai 2017 auf dem US-amerikanischen Sender CBS zu sehen. Die deutschsprachige Erstausstrahlung sendete der deutsche Pay-TV-Sender Sat.1 emotions vom 10. Januar bis zum 3. Oktober 2017.
| Nr. (ges.) | Nr. (St.) | Deutscher Titel          | Originaltitel         | Erstausstrahlung USA | Deutschsprachige Erstausstrahlung (D) | Regie               | Drehbuch                         |
| ---------- | --------- | ------------------------ | --------------------- | -------------------- | ------------------------------------- | ------------------- | -------------------------------- |
| 256        | 1         | Crimson King             | The Crimson King      | 28. Sep. 2016        | 10. Jan. 2017                         | Glenn Kershaw       | Breen Frazier                    |
| 257        | 2         | Der Feuerteufel          | Sick Day              | 5. Okt. 2016         | 10. Jan. 2017                         | Larry Teng          | Virgil Williams                  |
| 258        | 3         | Tabu                     | Taboo                 | 12. Okt. 2016        | 17. Jan. 2017                         | Alec Smight         | Karen Maser                      |
| 259        | 4         | Cormac                   | Keeper                | 26. Okt. 2016        | 24. Jan. 2017                         | Sharat Raju         | Bruce Zimmerman                  |
| 260        | 5         | Die Spitze des Eisbergs  | The Anti-Terror Squad | 9. Nov. 2016         | 31. Jan. 2017                         | Tawnia McKiernan    | Stephanie Sengupta               |
| 261        | 6         | Elliotts Teich           | Elliott’s Pond        | 16. Nov. 2016        | 7. Feb. 2017                          | Matthew Gray Gubler | Erica Messer                     |
| 262        | 7         | Das Spiegelbild          | Mirror Image          | 30. Nov. 2016        | 14. Feb. 2017                         | Joe Mantegna        | Breen Frazier                    |
| 263        | 8         | Vogelscheuche            | Scarecrow             | 7. Dez. 2016         | 21. Feb. 2017                         | Christoph Schrewe   | Karen Maser                      |
| 264        | 9         | Carbonara mit dem Mörder | Profiling 202         | 4. Jan. 2017         | 28. Feb. 2017                         | Rob Bailey          | Virgil Williams                  |
| 265        | 10        | Alpha                    | Seek and Destroy      | 11. Jan. 2017        | 7. März 2017                          | Diana C. Valentine  | Erik Stiller                     |
| 266        | 11        | Die Pforten der Hölle    | Surface Tension       | 1. Feb. 2017         | 18. Juli 2017                         | Oz Scott            | Bruce Zimmerman                  |
| 267        | 12        | Du gehörst mir           | A Good Husband        | 8. Feb. 2017         | 25. Juli 2017                         | Laura Belsey        | Jim Clemente                     |
| 268        | 13        | Spencer                  | Spencer               | 15. Feb. 2017        | 1. Aug. 2017                          | Glenn Kershaw       | Kirsten Vangsness & Erica Messer |
| 269        | 14        | WUKO 98,2                | Collision Course      | 22. Feb. 2017        | 8. Aug. 2017                          | Alec Smight         | Stephanie Sengupta               |
| 270        | 15        | Nein bedeutet Ja         | Alpha Male            | 1. März 2017         | 15. Aug. 2017                         | Rob Bailey          | Karen Maser                      |
| 271        | 16        | Der Knochenbrecher       | Assistance Is Futile  | 15. März 2017        | 22. Aug. 2017                         | Leon Ichaso         | Virgil Williams                  |
| 272        | 17        | Wie im Schlaf            | In the Dark           | 22. März 2017        | 29. Aug. 2017                         | Diana C. Valentine  | Dania Bennett                    |
| 273        | 18        | Licht ist Schmerz        | Hell’s Kitchen        | 29. März 2017        | 5. Sep. 2017                          | Simon Mirren        | Erica Messer                     |
| 274        | 19        | Die Blumen von Hawaii    | True North            | 5. Apr. 2017         | 12. Sep. 2017                         | Joe Mantegna        | Bruce Zimmerman                  |
| 275        | 20        | Zeit zu gehen            | Unforgettable         | 26. Apr. 2017        | 19. Sep. 2017                         | Carlos Bernard      | Stephanie Sengupta               |
| 276        | 21        | Cats Plan                | Green Light           | 3. Mai 2017          | 26. Sep. 2017                         | Alec Smight         | Erik Stiller                     |
| 277        | 22        | Cats Spiel               | Red Light             | 10. Mai 2017         | 3. Okt. 2017                          | Glenn Kershaw       | Breen Frazier                    |

## Staffel 13
Die Erstausstrahlung der 13. Staffel war vom 27. September 2017 bis zum 18. April 2018 auf dem US-amerikanischen Sender CBS zu sehen. Die deutschsprachige Erstausstrahlung sendete der Schweizer Free-TV-Sender TV24 vom 10. Januar bis zum 5. September 2018.
| Nr. (ges.) | Nr. (St.) | Deutscher Titel           | Originaltitel        | Erstausstrahlung USA | Deutschsprachige Erstausstrahlung (CH) | Regie               | Drehbuch                         |
| ---------- | --------- | ------------------------- | -------------------- | -------------------- | -------------------------------------- | ------------------- | -------------------------------- |
| 278        | 1         | Keine Worte               | Wheels Up            | 27. Sep. 2017        | 10. Jan. 2018                          | Glenn Kershaw       | Breen Frazier                    |
| 279        | 2         | Rote Lippen               | To a Better Place    | 4. Okt. 2017         | 17. Jan. 2018                          | Diana C. Valentine  | Bruce Zimmerman                  |
| 280        | 3         | Die verbotene Frucht      | Blue Angel           | 11. Okt. 2017        | 24. Jan. 2018                          | Sharat Raju         | Christopher Barbour              |
| 281        | 4         | Ein Schatten in der Wüste | Killer App           | 18. Okt. 2017        | 31. Jan. 2018                          | Alec Smight         | Stephanie Sengupta               |
| 282        | 5         | Fünf Finger               | Lucky Strikes        | 25. Okt. 2017        | 7. Feb. 2018                           | Tawnia McKiernan    | Jim Clemente                     |
| 283        | 6         | Kurz vor zwölf            | The Bunker           | 8. Nov. 2017         | 14. Feb. 2018                          | Aisha Tyler         | Karen Maser                      |
| 284        | 7         | Gespaltene Zungen         | Dust and Bones       | 15. Nov. 2017        | 21. Feb. 2018                          | Marcus Stokes       | Erica Meredith                   |
| 285        | 8         | Neon-Terror               | Neon Terror          | 22. Nov. 2017        | 28. Feb. 2018                          | Bethany Rooney      | Erik Stiller                     |
| 286        | 9         | Die Wahrheitssucher       | False Flag           | 6. Dez. 2017         | 7. März 2018                           | Joe Mantegna        | Breen Frazier                    |
| 287        | 10        | Lake Palmer               | Submerged            | 3. Jan. 2018         | 14. März 2018                          | Rob Bailey          | Bruce Zimmerman                  |
| 288        | 11        | Land der Freiheit         | Full-Tilt Boogie     | 10. Jan. 2018        | 21. März 2018                          | Simon Mirren        | Erica Messer & Kirsten Vangsness |
| 289        | 12        | Blutmond                  | Bad Moon on the Rise | 17. Jan. 2018        | 28. März 2018                          | Christoph Schrewe   | Karen Maser                      |
| 290        | 13        | Heilung                   | Cure                 | 24. Jan. 2018        | 25. Apr. 2018                          | Glenn Kershaw       | Christopher Barbour              |
| 291        | 14        | Pesthauch                 | Miasma               | 31. Jan. 2018        | 2. Mai 2018                            | Leon Ichaso         | Erica Meredith                   |
| 292        | 15        | Der harmlose Freund       | Annihilator          | 7. März 2018         | 9. Mai 2018                            | Rob Bailey          | Erik Stiller                     |
| 293        | 16        | Der Kuss des Todes        | Last Gasp            | 14. März 2018        | 16. Mai 2018                           | Adam Rodriguez      | Stephanie Sengupta               |
| 294        | 17        | Die Capilanos             | The Capilanos        | 21. März 2018        | 23. Mai 2018                           | Matthew Gray Gubler | Erica Messer                     |
| 295        | 18        | Eine Rose und ein Song    | The Dance of Love    | 28. März 2018        | 8. Aug. 2018                           | Joe Mantegna        | Bruce Zimmerman                  |
| 296        | 19        | Der Lebensretter          | Ex Parte             | 4. Apr. 2018         | 15. Aug. 2018                          | Lily Mariye         | Christopher Barbour              |
| 297        | 20        | Tulpen am Grab            | All You Can Eat      | 11. Apr. 2018        | 22. Aug. 2018                          | Diana C. Valentine  | Karen Maser                      |
| 298        | 21        | Das Brummen von Taos      | Mixed Signals        | 18. Apr. 2018        | 29. Aug. 2018                          | Alec Smight         | Erica Meredith & Erik Stiller    |
| 299        | 22        | Der Messias               | Believer             | 18. Apr. 2018        | 5. Sep. 2018                           | Glenn Kershaw       | Breen Frazier                    |

## Staffel 14
Die Erstausstrahlung der 14. Staffel war vom 3. Oktober 2018 bis zum 6. Februar 2019 auf dem US-amerikanischen Sender CBS zu sehen. Die deutschsprachige Erstausstrahlung sendete der österreichische Free-TV-Sender ATV vom 1. Dezember 2018 bis zum 2. April 2019.
| Nr. (ges.) | Nr. (St.) | Deutscher Titel       | Originaltitel   | Erstausstrahlung USA | Deutschsprachige Erstausstrahlung (A) | Regie               | Drehbuch                      |
| ---------- | --------- | --------------------- | --------------- | -------------------- | ------------------------------------- | ------------------- | ----------------------------- |
| 300        | 1         | Dreihundert           | 300             | 3. Okt. 2018         | 1. Dez. 2018                          | Glenn Kershaw       | Erica Messer                  |
| 301        | 2         | Worte aus dem Grab    | Starter Home    | 10. Okt. 2018        | 8. Jan. 2019                          | Diana C. Valentine  | Bruce Zimmerman               |
| 302        | 3         | Regel 34              | Rule 34         | 17. Okt. 2018        | 15. Jan. 2019                         | Alec Smight         | Christopher Barbour           |
| 303        | 4         | Melissas Geheimnis    | Innocence       | 24. Okt. 2018        | 15. Jan. 2019                         | Lily Mariye         | Stephanie Sengupta            |
| 304        | 5         | Der heimliche Freund  | The Tall Man    | 31. Okt. 2018        | 22. Jan. 2019                         | Matthew Gray Gubler | Breen Frazier                 |
| 305        | 6         | Luke                  | Luke            | 7. Nov. 2018         | 29. Jan. 2019                         | Joe Mantegna        | Erik Stiller                  |
| 306        | 7         | 27 Minuten            | Twenty Seven    | 14. Nov. 2018        | 5. Feb. 2019                          | Sharat Raju         | Erica Meredith                |
| 307        | 8         | Ashley                | Ashley          | 21. Nov. 2018        | 12. Feb. 2019                         | Adam Rodriguez      | Stephanie Birkitt             |
| 308        | 9         | Gebrochene Flügel     | Broken Wing     | 5. Dez. 2018         | 19. Feb. 2019                         | Aisha Tyler         | Jim Clemente                  |
| 309        | 10        | Fleisch und Blut      | Flesh and Blood | 12. Dez. 2018        | 26. Feb. 2019                         | Glenn Kershaw       | Christopher Barbour           |
| 310        | 11        | Patient 20411         | Night Lights    | 2. Jan. 2019         | 5. März 2019                          | Nelson McCormick    | Heather Noel Aldridge         |
| 311        | 12        | Der Rattenfänger      | Hamelin         | 9. Jan. 2019         | 12. März 2019                         | Simon Mirren        | Bruce Zimmerman               |
| 312        | 13        | Einsame Herzen        | Chameleon       | 23. Jan. 2019        | 19. März 2019                         | A. J. Cook          | Charles Dewey & Breen Frazier |
| 313        | 14        | Die Infektion         | Sick and Evil   | 30. Jan. 2019        | 26. März 2019                         | Rob Bailey          | Erik Stiller                  |
| 314        | 15        | Wahrheit oder Pflicht | Truth or Dare   | 6. Feb. 2019         | 2. Apr. 2019                          | Glenn Kershaw       | Erica Meredith                |

## Staffel 15
Die Erstausstrahlung der 15. Staffel war vom 8. Januar bis zum 19. Februar 2020 auf dem US-amerikanischen Sender CBS zu sehen. Die deutschsprachige Erstausstrahlung der ersten neun Folgen sendete der Schweizer Free-TV-Sender TV25 vom 22. März 2020 bis zum 16. August 2020. Die letzte Folge der Serie zeigte der deutsche Pay-TV-Sender Sat.1 emotions als Doppelfolge mit der vorletzten Folge am 18. August 2020.
Die COVID-19-Pandemie in Deutschland hatte auch Auswirkungen auf die Ausstrahlung der 15. Staffel. Da die Arbeiten an der Synchronisation abgebrochen werden mussten, konnten bis Ende April 2020 erst fünf der zehn Episoden fertiggestellt werden. Außerdem wurde – womöglich auch, da sich die Episoden 318 („Samstag“) und 320 („Das letzte Date“) inhaltlich aufeinander beziehen – die 320. vor der 319. Episode synchronisiert, so dass erstmals in der Geschichte der Serie sowohl in Deutschland als auch in Österreich und der Schweiz von der ursprünglichen Reihenfolge der Ausstrahlung abgewichen wird und in diesen Ländern nach der 318. Episode die 320. Episode folgt.
| Nr. (ges.) | Nr. (St.) | Deutscher Titel            | Originaltitel     | Erstausstrahlung USA | Deutschsprachige Erstausstrahlung (CH/D) | Regie                | Drehbuch                          |
| ---------- | --------- | -------------------------- | ----------------- | -------------------- | ---------------------------------------- | -------------------- | --------------------------------- |
| 315        | 1         | Unter die Haut             | Under the Skin    | 8. Jan. 2020         | 22. März 2020                            | Nelson McCormick     | Christopher Barbour               |
| 316        | 2         | Zeit des Erwachens         | Awakenings        | 8. Jan. 2020         | 29. März 2020                            | Alec Smight          | Stephanie Sengupta                |
| 317        | 3         | Das Unglück der Anderen    | Spectator Slowing | 15. Jan. 2020        | 5. Apr. 2020                             | Kevin Berlandi       | Bruce Zimmerman                   |
| 318        | 4         | Samstag                    | Saturday          | 22. Jan. 2020        | 12. Apr. 2020                            | Edward Allen Bernero | Stephanie Birkitt & Breen Frazier |
| 319        | 5         | Alles für meinen Bruder    | Ghost             | 29. Jan. 2020        | 26. Juli 2020                            | Diana C. Valentine   | Bobby Chacon & Jim Clemente       |
| 320        | 6         | Das letzte Date            | Date Night        | 5. Feb. 2020         | 19. Apr. 2020                            | Marcus Stokes        | Breen Frazier                     |
| 321        | 7         | Sieben Leben, sieben Jahre | Rusty             | 5. Feb. 2020         | 2. Aug. 2020                             | Rachel Feldman       | Erik Stiller & Erica Meredith     |
| 322        | 8         | Der Baum der Wünsche       | Family Tree       | 12. Feb. 2020        | 9. Aug. 2020                             | Alec Smight          | Bruce Zimmerman                   |
| 323        | 9         | Der Meistgesuchte          | Face Off          | 19. Feb. 2020        | 16. Aug. 2020                            | Sharat Raju          | Christopher Barbour               |
| 324        | 10        | Der Anfang vom Ende        | And in the End    | 19. Feb. 2020        | 18. Aug. 2020                            | Glenn Kershaw        | Erica Messer & Kirsten Vangsness  |

## Staffel 16
Die US-amerikanische Erstausstrahlung begann am 24. November 2022 mit der Veröffentlichung der ersten beiden Episoden durch den Streaminganbieter Paramount+. Die deutschsprachige Veröffentlichung erfolgte durch Disney+ am 28. Juni 2023.
| Nr. (ges.) | Nr. (St.) | Deutscher Titel              | Originaltitel        | Erstausstrahlung USA | Deutschsprachige Erstausstrahlung (CH/D) | Regie            | Drehbuch            |
| ---------- | --------- | ---------------------------- | -------------------- | -------------------- | ---------------------------------------- | ---------------- | ------------------- |
| 325        | 1         | Der Container                | Just Getting Started | 24. Nov. 2022        | 28. Juni 2023                            | Nelson McCormick | Erica Messer        |
| 326        | 2         | Sicarius                     | Sicarius             | 24. Nov. 2022        | 28. Juni 2023                            | Nelson McCormick | Breen Frazier       |
| 327        | 3         | Mordkoffer                   | Moose                | 1. Dez. 2022         | 28. Juni 2023                            | Joe Mantegna     | Matthew Lau         |
| 328        | 4         | Verdrängte Momente           | Pay-Per-View         | 8. Dez. 2022         | 28. Juni 2023                            | Adam Rodriguez   | Christopher Barbour |
| 329        | 5         | Bis Mitternacht              | Oedipus Wrecks       | 15. Dez. 2022        | 28. Juni 2023                            | Sharat Raju      | Jayne A. Archer     |
| 330        | 6         | Erlernte Hilflosigkeit       | True Conviction      | 12. Jan. 2023        | 28. Juni 2023                            | Bethany Rooney   | Chikodili Agwuna    |
| 331        | 7         | Was uns nicht umbringt       | What Doesn’t Kill Us | 19. Jan. 2023        | 28. Juni 2023                            | Aisha Tyler      | Sullivan Fitzgerald |
| 332        | 8         | Knoten                       | Forget Me Knots      | 26. Jan. 2023        | 28. Juni 2023                            | A.J. Cook        | Carlton Gillespie   |
| 333        | 9         | Memento Mori                 | Memento Mori         | 2. Feb. 2023         | 28. Juni 2023                            | Doug Aarniokoski | Breen Frazier       |
| 334        | 10        | All die Tage, all die Nächte | Dead End             | 9. Feb. 2023         | 28. Juni 2023                            | Glenn Kershaw    | Christopher Barbour |

## Staffel 17
Die US-amerikanische Erstausstrahlung begann am 6. Juni 2024 erneut mit der Veröffentlichung der ersten beiden Episoden durch Paramount+. Die deutschsprachige Veröffentlichung erfolgte ab dem 6. November 2024 durch Disney+.
| Nr. (ges.) | Nr. (St.) | Deutscher Titel          | Originaltitel         | Erstausstrahlung USA | Deutschsprachige Erstausstrahlung (CH/D) | Regie            | Drehbuch                                |
| ---------- | --------- | ------------------------ | --------------------- | -------------------- | ---------------------------------------- | ---------------- | --------------------------------------- |
| 335        | 1         | Gold Star                | Gold Star             | 6. Juni 2024         | 6. Nov. 2024                             | Doug Aarniokoski | Erica Messer                            |
| 336        | 2         | Soziale Ansteckung       | Contagion             | 6. Juni 2024         | 6. Nov. 2024                             | A.J. Cook        | Matthew Lau                             |
| 337        | 3         | Umzugstag                | Homesick              | 13. Juni 2024        | 13. Nov. 2024                            | Adam Rodriguez   | Sullivan Fitzgerald & Carlton Gillespie |
| 338        | 4         | Unter den Blinden        | Kingdom of the Blind  | 20. Juni 2024        | 20. Nov. 2024                            | Joe Mantegna     | Chikodili Agwuna & Jayne A. Archer      |
| 339        | 5         | Verschwörung und Theorie | Conspiracy vs. Theory | 27. Juni 2024        | 27. Nov. 2024                            | Sharat Raju      | Breen Frazier                           |
| 340        | 6         | Das Rezept               | Message in a Bottle   | 4. Juli 2024         | 4. Dez. 2024                             | Nelson McCormick | Carlton Gillespie & Sullivan Fitzgerald |
| 341        | 7         | Piranha                  | Piranha               | 11. Juli 2024        | 11. Dez. 2024                            | Aisha Tyler      | Chikodili Agwuna & Jayne A. Archer      |
| 342        | 8         | North Star               | North Star            | 18. Juli 2024        | 18. Dez. 2024                            | Zach Gilford     | Charles Dewey & Christopher Barbour     |
| 343        | 9         | Die Rückkehr             | Stars & Stripes       | 25. Juli 2024        | 25. Dez. 2024                            | Bethany Rooney   | Christopher Barbour                     |
| 344        | 10        | Rettet die Kinder!       | Save the Children     | 1. Aug. 2024         | 1. Jan. 2025                             | Glenn Kershaw    | Breen Frazier                           |

## Staffel 18
Die US-amerikanische Erstausstrahlung begann am 8. Mai 2025 mit der Veröffentlichung der ersten Episode.
| Nr. (ges.) | Nr. (St.) | Deutscher Titel | Originaltitel                            | Erstausstrahlung USA | Deutschsprachige Erstausstrahlung (D/CH) | Regie            | Drehbuch            |
| ---------- | --------- | --------------- | ---------------------------------------- | -------------------- | ---------------------------------------- | ---------------- | ------------------- |
| 345        | 1         | –               | Swimmer's Calculus                       | 8. Mai 2025          | –                                        | Bethany Rooney   | Breen Frazier       |
| 346        | 2         | –               | The Zookeeper                            | 15. Mai 2025         | –                                        | Aisha Tyler      | Christopher Barbour |
| 347        | 3         | –               | Time To Say Goodbye                      | 22. Mai 2025         | –                                        | Joe Mantegna     | Erica Messer        |
| 348        | 4         | –               | I'm Fine. It's Fine. Everything Is Fine. | 29. Mai 2025         | –                                        | Anthony Vietro   | Jayne A. Archer     |
| 349        | 5         | –               | The Brutal Man                           | 5. Juni 2025         | –                                        | Nelson McCormick | Sullivan Fitzgerald |
| 350        | 6         | –               | Hell Is Empty                            | 12. Juni 2025        | –                                        | Jackeline Tejada | Charles Dewey       |
| 351        | 7         | –               | All the Devils Are Here                  | 19. Juni 2025        | –                                        | Jackeline Tejada | Carlton Gillespie   |
| 352        | 8         | –               | Tara                                     | 26. Juni 2025        | –                                        | Sharat Raju      | Chikodili Agwuna    |
| 353        | 9         | –               | CollateRal                               | 3. Juli 2025         | –                                        | Doug Aarniokoski | Breen Frazier       |
| 354        | 10        | –               | The Disciple                             | 10. Juli 2025        | –                                        | Glenn Kershaw    | Christopher Barbour |

## Anmerkung
1. ↑  Ein Akronym, das aus den Anfangsbuchstaben von Breen Frazier, Oanh Ly, Chris Mundy, Rick Dunkle, Erica Messer, Simon Mirren & Edward Allen Bernero gebildet wurde